# Познанські протести (1956)
По́знанські проте́сти 1956 ро́ку, або По́знанське повста́ння, або По́знанський Че́рвень (пол. Powstanie Poznańskie, Poznański Czerwiec) — перший в історії Польської Народної Республіки загальний страйк і вуличні демонстрації, що відбувались у Познані в червні 1956 року. Народні протести були придушені армією і силами правопорядку зі застосуванням зброї. Комуністичною пропагандою ці події називалися «нещасними випадками» та «провокацією» в Познані, а потім взагалі замовчувалися.
Робітничий страйк розпочався вранці 28 червня 1956 року на познанському заводі ім. Йосипа Сталіна (ZISPO, зараз — машинобудівний завод «І. Цеґельський — Познань», HCP). Безпосередніми причинами протесту були вимоги економічного характеру, але вони стали детонатором для стрімкого розгортання подальших подій. Серед багатьох працівників заводу не менш важливим було відчуття відсутності соціальної справедливості. Страйкарів ZISPO підтримали працівники багатьох підприємств Познані. Близько 100 тис. демонстрантів зібралися біля партійних та адміністративних будівель у центрі міста. Виступи маніфестантів переросли в стихійні спалахи проти комуністичної влади в Польщі.
Для придушення протестних виступів уряд застосував танки та 10 тис. вояків Війська Польського у взаємодії зі співробітниками органів безпеки та правопорядку. Під час виступу маніфестантів і розгону демонстрації загинуло або потім вмерло внаслідок отриманих поранень не менш ніж 50 цивільних осіб, сотні людей було поранено, понад 700 протестувальників — заарештовані.
Познанське повстання стало значною віхою на шляху до ліберальних змін у Польщі, що почалися в жовтні 1956 року.

## Передумови

### Соціально-політична ситуація в Польщі
У перші роки після Другої світової війни здавалося, що нова комуністична влада в Польщі буде діяти на демократичних засадах в інтересах робітників та селян. Комуністи поширювали серед населення, насамперед серед молоді, лозунги соціальної справедливості: рівноправність, загальний доступ до освіти та культури, право на працю. Дострокове виконання 3-річного плану відбудови країни (1947—1949) зміцнило серед поляків надії на покращення умов життя. Проте в наступні роки склалася ситуація, коли дійсність вже не відповідала багатообіцяючим заявам влади. Починаючи з 1949 року в Польщі під керівництвом партії комуністів — Польської об'єднаної робітничої партії (ПОРП) — почала будуватися копія радянсько-сталінської моделі соціалізму.
У країні проголошувалася й реалізовувалася сталінська теза, згідно з якою класова боротьба посилювалась у ході будівництва соціалізму. Ворогами Народної Польщі влада визначила «агентів імперіалізму»: представників довоєнної влади та заможних класів, учасників опору під час окупації, пов'язаних із польським урядом у вигнанні, незгодних із залежністю Польщі від Радянського Союзу. У країні розпочалися репресії проти дійсних та передбачуваних противників соціалізму, відбувалися показові та закриті політичні процеси.
Економічна база соціалістичної системи мала бути побудована в процесі виконання 6-річного плану (1950—1955), згідно з яким Польща з відсталої країни перетворювалася в економічно, соціально та культурно високорозвинену країну. Основні зусилля спрямовувалися на розвиток важкої промисловості. Планувалося збільшення промислового виробництва на 198 %. Разом з економічним розвитком Польщі передбачалося зростання рівня життя населення на 50-60 %. Перший рік реалізації 6-річного плану проходив у сприятливому кліматі соціального розвитку найбідніших верст суспільства. Інвестиції вкладалися, в основному, в економічно відсталі регіони країни, до яких Великопольща не відносилася.
При розбудові важкої промисловості уряд знехтував розвитком тих галузей економіки, що обслуговували потреби населення. У сільському господарстві обмежені фонди виділялися в першу чергу на колективізацію села та підтримку збиткових держгоспів. Одночасно влада, упроваджуючи завищені податки й обов'язкове постачання, вела боротьбу з «куркулями», до яких відносила не тільки власників великих господарств, а й середняків. Унаслідок цього не відбулось очікуваного збільшення виробництва продовольства.
«Соціалістична індустріалізація та перебудова села» проходили без урахування потреб населення. З 1953 року поляки почали відчувати уповільнення зростання та навіть погіршення якості життя в результаті зниження доходів (збільшення трудових норм, скорочення премій, ліквідація надбавок тощо), погіршення умов праці й відсутності харчів та промислових виробів повсякденного вжитку.
Зі смертю Йосипа Сталіна 5 березня 1953 року похитнулася стабільність соціалістичного табору. У СРСР почався повільний процес відходу від сталінської системи, який активував зміни в країнах-сателітах Радянського Союзу. Проте в цей час у Польщі керівники партії та держави залишалися на старих просталінських позиціях. На VIII пленумі ЦК ПОРП у березні 1953 року партійні очільники ще закликали до пильності щодо класових ворогів і імперіалістичних агентів. Але вже в 1954 році поступово почалося «подолання сталінських деформацій соціалізму» в Польщі. На нараді центрального партійного активу (29 — 30 листопада 1954 року), згадуючи попередні роки, перший секретар Болеслав Берут виступив із самокритикою, а інші учасники наради ставили за провину керівникам ПОРП порушення законності в країні. Хрущовська відлига прискорювала політичні зміни й у Польщі. У суспільстві зникала атмосфера страху та зростала критика сталінської системи й чинної політики керівництва ПОРП.
Тим часом, соціально-економічна ситуація в Польщі все далі погіршувалася. Посилилась аритмічність виробництва, в результаті чого в кінці місяця, кварталу чи року надмірна експлуатація працівників призводила в період «боротьби за план» до зростання кількості вибракуваної продукції. Для реалізації плану дирекція підприємств зменшувала виробничі витрати шляхом зниження заробітної плати та економії коштів на придбання нового устаткування або на ремонт старого, а також на дотримання безпеки та гігієни праці на робочих місцях. У той же час ціни на споживчі товари зростали у багато разів швидше, ніж заробітна плата. Працівники підприємств не могли розраховувати на профспілки, які замість захисту робітничих інтересів займалися закликами до роботи. Обов'язок піклуватися про польський робітничий клас взяла на себе комуністична партія, проте власне партійне керівництво було противником робітників у боротьбі за поліпшення умов життя.

Едвард Охаб, перший секретар ЦК ПОРП (20.03—21.10.1956)

У ПНР процес відходу від сталінської системи державного керівництва прискорив XX з'їзд Комуністичної партії Радянського Союзу (14 — 25 лютого 1956 року), на якому Перший секретар ЦК КПРС Микита Хрущов засудив злочини сталінізму. У Польщі — єдиній країні радянського блоку — «таємна промова» Хрущова про культ особи широко обговорювалася на партійних зборах і в суспільстві. 12 березня 1956 року, під час перебування в Москві, помер перший секретар ЦК ПОРП Болеслав Берут. 20 березня 1956 року на VI пленумі ЦК ПОРП першим секретарем обраний Едвард Охаб, що не належав до жодної внутріпартійної фракції. Інші керівні пости в партії зайняли представники так званих «реформаторів», які відповідальність за «помилки й спотворення» в попередні роки поклали на Берута та радянських радників. Партійне керівництво, зменшуючи власну провину, також використовувало поширене серед населення переконання, що головним інструментом сталінізму в Польщі було Управління безпеки (Urząd Bezpieczeństwa, UB). Сталінське керівництво в Польщі не тільки залишилося при владі, а й контролювало процес звільнення від наслідків сталінізму. Поширення в суспільстві секретної промови Хрущова сприяло появі дискусії з питань польського шляху до соціалізму, реабілітації без вини репресованих, у тому числі Владислава Ґомулки, покарання тих, хто несе відповідальність за зловживання владою. 27 квітня 1956 року Сейм ухвалив амністію, яка звільнила тисячі політичних в'язнів.
Події в першій половині 1956 року викликали в суспільстві надії на швидке поліпшення умов життя, на демократизацію та національну незалежність. Поляки стали все більше тиснути на владу, щоб прискорити й розширити ці зміни. Керівництво країною погоджувалося лише на поступовий, контрольований комуністичною партією відхід від сталінської диктатури. Публічні прояви соціального невдоволення, а тим більше виступи проти влади, залишалися під забороною.

### Економічна ситуація у Великопольщі та Познані

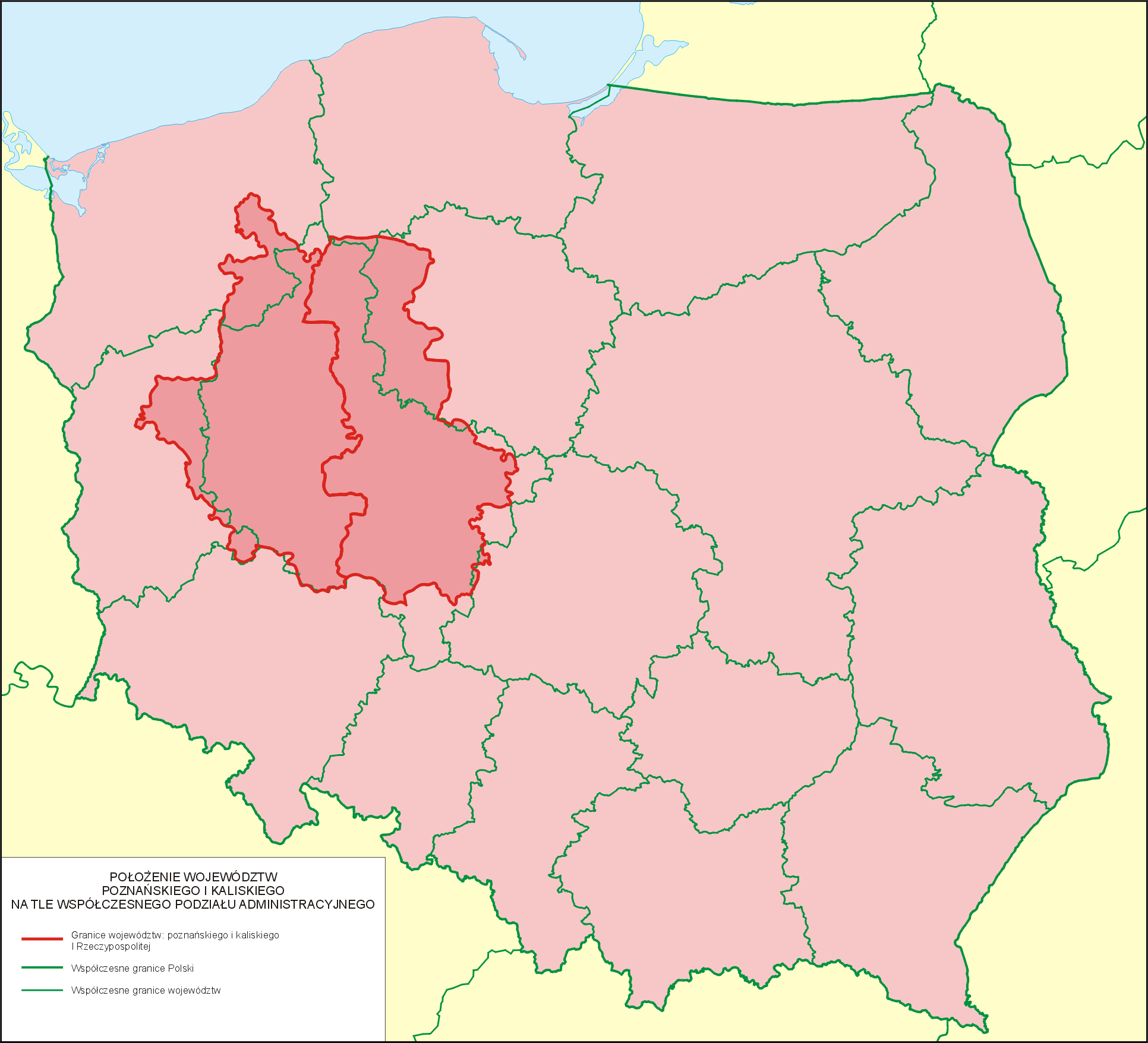
Історична область Великопольща на тлі сучасного адмінподілу Польщі

Великопольща в міжвоєнний період і після війни була найбільш «польським» регіоном, який характеризувався незначною кількістю національних меншин, сильними національно-демократичними й католицькими традиціями та дуже слабким комуністичним рухом. У сталінський період «народної демократії» більшість вищих посад у Познанському воєводстві займали функціонери, що походили з-поза меж Великопольщі й не розуміли місцевих традицій. Вони вважали свої посади тимчасовими й намагалися старанним виконанням доручень із центру просунутися на керівні пости у Варшаві.
Великопольща вважалась економічно добре розвинутим регіоном Польщі з високою продуктивністю праці. Тому уряд країни, розробляючи 6-річний план (1950—1955), не приділяв значної уваги цьому регіону. Планувалося, зокрема, вкладання інвестицій у Познанське воєводство в розмірі 4,9 % від національних витрат, тоді як площа воєводства складала 8,8 % від загальнодержавного показника, а населення — 8,4 %.
В економіці Великопольщі значні позиції займало сільське господарство. Наприкінці колективізації в Польщі (1955 рік) 71 % сільськогосподарських земель воєводства належало приватним господарствам, більшість з яких були великими та середніми. Влада прагнула знищити «куркульські» господарства, змушуючи селян приєднатися до кооперативів, задля чого впроваджувала надмірні податки й обов'язкове постачання продукції державі, скорочувала постачання селянам добрив і техніки. Уряд країни встановив для Великопольщі план обов'язкового постачання на рівні 20 % від національного. Проти власників господарств, що не могли виконати зобов'язання, влада діяла репресивними методами. Зокрема, восени 1953 року у Великопольщі заарештували на декілька днів або тижнів близько 8 тис. селян. Державна політика «соціалістичної перебудови села» ослабила сільське господарство у Великопольщі, внаслідок чого відбулося скорочення сільськогосподарського виробництва та утворився продовольчий дефіцит на ринку в Познані.

Познанське воєводство на мапі Польщі (1950—1975)

На початку 1956 року в Познанському воєводстві рівень життя, який завжди вважався найбільшим в країні, відчутно знизився. Виконавча влада воєводства визнавала, що склалася тенденція недооцінки урядом потреб регіону. Шляхом розвитку економічно відсталих воєводств відбувалося зниження державних витрат на охорону здоров'я, освіту, комунальне господарство й житло в Познані та населених пунктах воєводства. На утримання та розвиток міської інфраструктури Познань серед 5 найбільших міст Польщі одержувала від держави найменші кошти. Варшава, зокрема, упродовж 1956 року отримала 1276 злотих у перерахунку на одного мешканця, Краків — 1147 зл., Вроцлав — 505 зл., Познань — лише 368 зл.. Після війни погіршилися житлові умови в Познані. На початку 1950 року місту бракувало близько 11 тис. квартир. Житлове будівництво в Познані не задовольняло потреб, а останнього року виконання 6-річного плану ситуація з житлом стала гірше, ніж була на початку шестиріччя — дефіцит квартир зріс до 22 тисяч.
Після завершення 6-річного плану рівень життя у Великопольщі був нижчий за середній у країні. У Познані річний доход на душу населення становив трохи більше ніж 10 тис. злотих, тоді як у країні — близько 12 тис. злотих. Попри високу продуктивність праці на познанських підприємствах, промислові робітники отримували заробітну плату на 100 злотих менше, ніж у середньому по галузі. Середня заробітна плата в Познані була нижче на 8 % від середнього показника по країні. Щороку збільшувалася частка доходу, що витрачалася на харчі: у 1949—1950 роках витрати жителя Познані на їжу складали 50,2 % від усіх витрат, а 1955 року вони досягли 62,4 %. Відбувалося стабільне зростання цін на основні харчові продукти, зокрема ціна хліба виросла з 0,99 злотих (1949 рік) до 3 зл. (1956 рік), борошна — з 1,99 зл. до 6 зл., молока — з 0,70 зл. (1946 рік) до 2,40 зл. (1956 рік), картоплі — відповідно з 0,15 до 1,68 зл., капусти — з 2,15 до 11,70 зл., яловичини — з 5,85 до 24,68 зл., свинини — з 7,20 до 29,26 зл., свиного сала — з 10,15 до 33,57 злотих.
Із середини 1951 року почала відчуватися нестача харчів. 3 січня 1953 року уряд скасував картки на м'ясо, проте очікуваного поліпшення забезпечення населення м'ясом не відбулося, а навпаки 1953 року його постачання до Познані зменшилося на 10 % при тому, що у воєводстві спрямовували зусилля на перевиконання плану здачі худоби державі. Найбільш гострий дефіцит продуктів стався навесні 1956 року. Воєводське керівництво звернулося до центральних органів із проханням збільшити обсяги постачання, на що отримало відмову: «у Познані населення зрозуміє краще економічні труднощі, бо населення більш дисципліноване» («w Poznaniu ludność zrozumie lepiej trudności gospodarcze, ludność jest bardziej zdyscyplinowana»). Зменшення числа магазинів також поглиблювало труднощі повсякденного життя. Якщо 1950 року в Познані діяло 2787 роздрібних точок продажу товарів, уже 1955 року їх число впало до 2225 магазинів (для порівняння, 1938 року в Познані існувало більше ніж 5 тис. магазинів). Невдоволення серед найбідніших верств населення викликали спеціальні магазини, куди завжди постачався товар, що реалізовувався за долари або за комерційними цінами в національній валюті, тоді як полиці звичайних магазинів були порожні. Жителів міста додатково дратувала ситуація, коли несподівано з'явилися споживчі товари на період проведення XXV Міжнародного Познанського ярмарку (17 червня — 1 липня 1956 року) для створення сприятливого враження на іноземних учасників ярмарку та журналістів.
Познанських робітників завжди відрізняло високе почуття верховенства закону, дисципліна та сумлінне виконання своїх обов'язків. Їх правилом було: «добра праця за відповідну плату» («dobra praca za godziwą płacę»). «Народна держава» як роботодавець цей принцип в односторонньому порядку порушила. У міжвоєнний період інтереси робітників захищали профспілки, які спочатку чинили тиск на роботодавця, потім зверталися до трудової інспекції, і тільки в крайньому випадку, організовували страйки та вуличні демонстрації. Традиційні робітничі відносини в період 6-річного плану наштовхнулися на свавілля, некомпетентність, бюрократизм влади, що породило почуття незадоволення й схиляло до протестів. Специфічні умови Великопольщі й Познані, які складалися з традиційного укладу та поганих умов життя, стали основою для спалаху 28 червня 1956 року.

### Зростання конфлікту на підприємствах Познані
Найбільшим промисловим підприємством Познані й одночасно візиткою міста був машинобудівний завод Іполіта Цеґельського. 30 грудня 1949 року завод отримав нову назву — імені Йосипа Сталіна (ZISPO). 1955 року на виробничому об'єднанні ZISPO працювало 13 460 осіб, з яких 77,8 % становили робітники.
1953-1955 роки

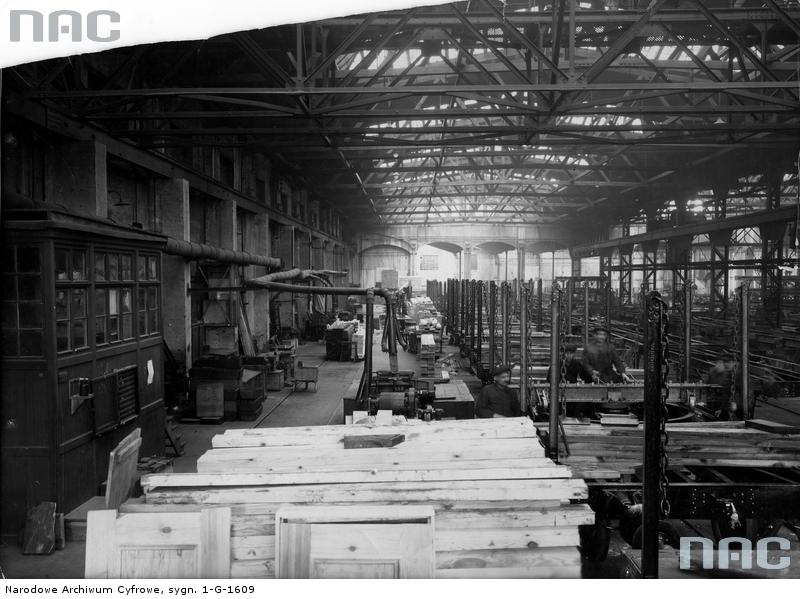
Цех заводу W-3

У липні 1953 року дирекція ZISPO, підвищила робітникам норми праці на 25 %. У наступні роки норми продовжували зростати на підприємстві, особливо на одному з його відділень — заводі локомотиво- та вагонобудування (W-3).
У вересні 1954 року зниження заробітків працівників ZISPO внаслідок підвищення норм праці стали відчутними. На заводі W-3 відбувся мовчазний протест робітників трансбордерного цеху. У жовтні 1954 року представники заводського профспілкового комітету W-3 (без участі членів робітничої ради заводу ZISPO) виїхали до Варшави на переговори з діячами Центрального комітету профспілки металістів, а також для зустрічі з керівництвом міністерства машинобудування.
У жовтні 1955 року заводська рада W-3 надіслала листа до керівників профспілки у Варшаві про тяжке положення працівників заводу. Листопад 1955 року приніс робітникам скасування прогресивної премії за перевищення встановлених норм праці, також відбулося зниження заробітків працівників при відрядній формі оплати праці. Серед іншого до колективу заводу ZISPO дійшла інформація про невірне обчислювання податку на заробітну плату.
1956 рік
За оцінкою співробітників польської служби безпеки в січні 1956 року на підприємстві ZISPO зросли протестні настрої.
У лютому в процесі обговорень п'ятирічного плану заводський колектив ZISPO запропонував близько 4700 поправок до плану й висунув вимоги підвищити безпеку праці. До прокуратури воєводства в Познані надійшло повідомлення про незаконний метод розрахунку податків на ZISPO — один із працівників написав скаргу на дирекцію заводу.
У березні делегація заводу W-3 вдруге вирушила до Варшави — до невирішених ще питань додалися нові вимоги робітників.
У квітні мовчазні протести на заводі W-3 продовжилися. 21 квітня відбулася відкрита зустріч із секретарем ЦК ПОРП Єжи Моравським, під час якої висловлювалася критика стилю роботи при вирішенні робітничих питань. У кінці квітня делегація W-3 втретє виїхала до Варшави на переговори.
Двічі делегати заводського колективу W-3 зустрічались у травні з посадовцями Центральної ради профспілок і Центрального комітету профспілок металістів. Для координації спільних дій представники колективу W-3 налагодили контакти з іншими відділеннями заводу ZISPO та підприємствами Познані. Уперше влада зіткнулася з загрозою виходу робітників на познанські вулиці. Партійна організація заводу W-3 направила листа до ЦК ПОРП з вимогою надіслати їй до 8 червня інформацію щодо вирішення робітничих питань.
8 червня на заводі W-3 відбулося зібрання за участю Станіслава Пєтшака, директора департаменту міністерства машинобудування, який пообіцяв вирішити впродовж 10 днів питання прогресивної премії й повернення надміру утриманого податку. 16 червня сталися нетривалі припинення роботи на підприємстві W-3. 21 червня на мітингу на заводі W-3 робітники обрали делегатів для проведення перемовин із представниками Центральної ради профспілок і зажадали пояснень із приводу відсутності відповіді від міністерського чиновника Пєтшака. Співробітники служби безпеки зазначали настрої невдоволення серед працівників інших відділень об'єднання ZISPO, міського транспортного підприємства (MPK), а також серед залізничників і робітників ремонтного заводу залізничного депо (ZNTK). 22 червня на W-3 для переговорів із заводським колективом прибули з Варшави представники Центральної ради профспілок та міністерства машинобудування. У суботу 23 червня на заводі W-3 пройшов масовий мітинг, на якому перший секретар заводського комітету ПОРП Ян Майхшицький пообіцяв відправити до Варшави делегацію представників від усього робітничого колективу заводського об'єднання ZISPO. 25 червня на міському транспортному підприємстві відбувся мітинг із приводу підвищення норм і покращення умов праці. Того ж дня на металургійному заводі Pomet і на заводі механічного обладнання WFUM працівники після отримання заробітної плати висловлювали невдоволення та критично коментували встановлені норми й отриману платню. 25 червня колектив ZISPO обрав 27 делегатів для ведення переговорів у Варшаві. 26 червня делегація прибула до Варшави й зустрілася з міністром машинобудування Романом Фідельським, який запропонував делегатам план вирішення вимог робітників. На зустрічі домовилися продовжити переговори в Познані наступного дня. 27 червня, як і обіцяв, на завод ZISPO приїхав міністр Фідельський разом із представниками Центральної ради профспілок — Маріаном Червінським і Юзефом Бєнєм. Столичні посадовці взяли участь у мітингах, що проходили впродовж дня у всіх відділеннях заводу ZISPO. Того ж дня на ремонтному заводі ZNTK розпочався страйк. Працівники закладу вимагали приїзду міністра транспорту. Для заспокоєння протестувальників на підприємство прибули перший секретар Воєводського комітету ПОРП Леон Сташяк і голова Президії Воєводської національної ради Юзеф Пєпшик, які виступили на мітингу.

## Страйк, демонстрація, вуличні бої

### 28 червня 1956 року
6.00
Колектив заводу W-3, зібравшись у трансбордерному цеху, розпочав страйк. Групи представників W-3 обійшли інші відділення заводського об'єднання ZISPO: W-2, W-4, W-6, W-8, колективи яких приєдналися до протесту.
6.35-9.00

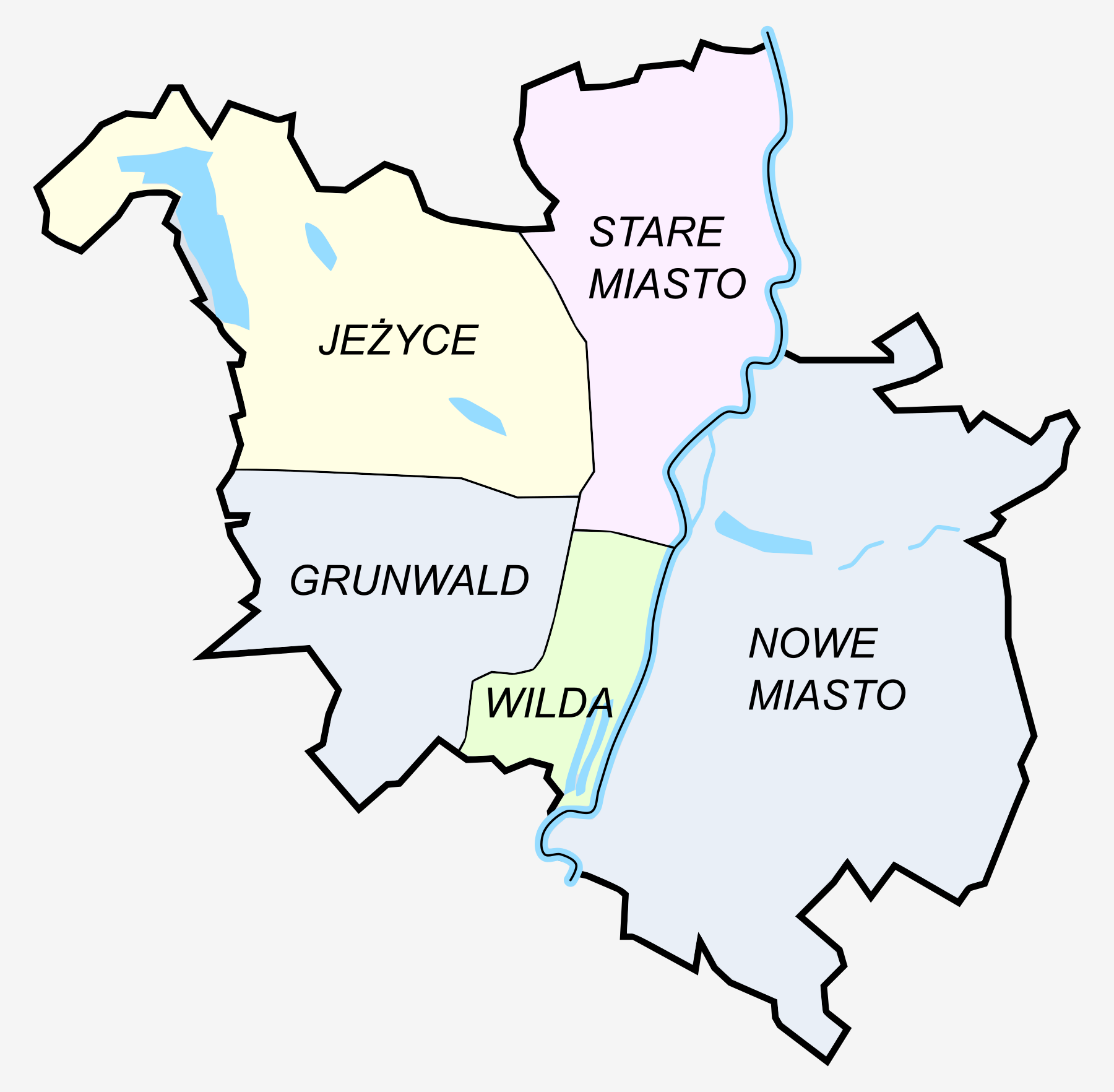
Райони Познані в 1990 році

Працівники ZISPO залишили територію заводу й колоною попрямували вулицею Дзержинського до центру міста. Коли хода страйкарів досягла площі Ринок Вілдецький, одна частина демонстрантів рушила вулицею Народної гвардії, інша — вулицями Промисловою й Робітничою в напрямку ремонтного заводу ZNTK. Потім дві колони, до яких приєдналися працівники ZNTK та інших підприємств району Вілди, злилися на вул. Мархлєвського, перейшли через Вокзальний міст і далі прямували вулицями Рокосовського, Рузвельта, Звіринецькою, Крашевського та Домбровського. Під час руху маніфестантів вулицями району Єжице до протесту долучилися колективи місцевих підприємств: транспортники MPK, робітники Познанської текстильної фабрики «Модена», друкарні ім. М. Каспшака, заводу механічного обладнання та WFUM. Частина протестувальників із заводу WFUM попрямувала до державної папіросної фабрики, а далі вулицями Матейки, Бервінського, Виспянського й Рокосовського вийшла до центру міста. У цей час головна колона, що йшла від ZISPO, залишивши вул. Домбровського, пройшла вулицями Фредри, 27 грудня, Ратайчака, Червоної Армії й зупинилася на площі Сталіна, поблизу якої розміщувалися будівлі партійних та виконавчих органів. Також площі Сталіна досягла демонстрація робітників із району Ґрюнвальд та з правобережної частини Познані з Нового Мяста, а саме з заводу збиральних машин, ремонтного автомобільного заводу WZNS, «Лехії» та «Помету». На вантажівках до площі також під'їжджали групи робітників інших підприємств міста.

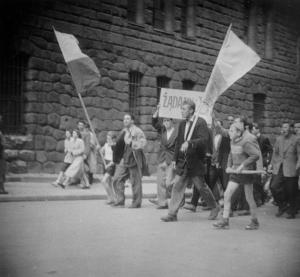
Маніфестанти на вулицях Познані

Хоча безпосередні причини вибуху робітничого протесту мали соціально-економічний характер, доволі швидко демонстрантами опанували політичні настрої. Маніфестанти співали релігійні пісні, а також національний гімн Rota зі словами «aż się rozpadnie w proch i pył rosyjska zawierucha» («поки не розпадеться в прах і пил російська завірюха») замість оригінальних віршів «aż się rozpadnie w proch i pył krzyżacka zawierucha» («… тевтонська завірюха»). Ще на початку ходи в натовпі з'явилися біло-червоні національні прапори та напередодні підготовлені транспаранти й плакати. За лічені хвилини настрій натовпу ставав більш радикальним. До гасел соціального та економічного змісту: «Вимагаємо підвищення заробітної плати» («Żądamy podwyżki płac»), «Хочемо жити як люди» («Chcemy żyć jak ludzie»), «Хочемо хліба» («Chcemy chleba»), «Геть норми» («Precz z normami»), «Ми голодні» («Jesteśmy głodni») згодом додалися відверто антикомуністичні та антиурядові: «Геть експлуатацію праці» («Precz z wyzyskiem świata pracy»), «Геть червону буржуазію» («Precz z czerwoną burżuazją»), «Ми хочемо свободи» («My chcemy wolności»), «Геть більшовизм» («Precz z bolszewizmem»), «Геть комуністів» («Precz z komunistami»), «Вимагаємо вільних виборів під контролем ООН» («Żądamy wolnych wyborów pod kontrolą ONZ») і навіть «Хай живе Миколайчик» («Niech żyje Mikołajczyk»). Нарешті маніфестанти почали вигукувати антиросійські й антирадянські гасла: «Геть росіян» («Precz z Rosjanami»), «Геть москалів» («Precz z Moskalami»), «Геть руських, ми вимагаємо дійсно вільної Польщі» («Precz z Ruskami, żądamy prawdziwie wolnej Polski»).
9.00-11.00

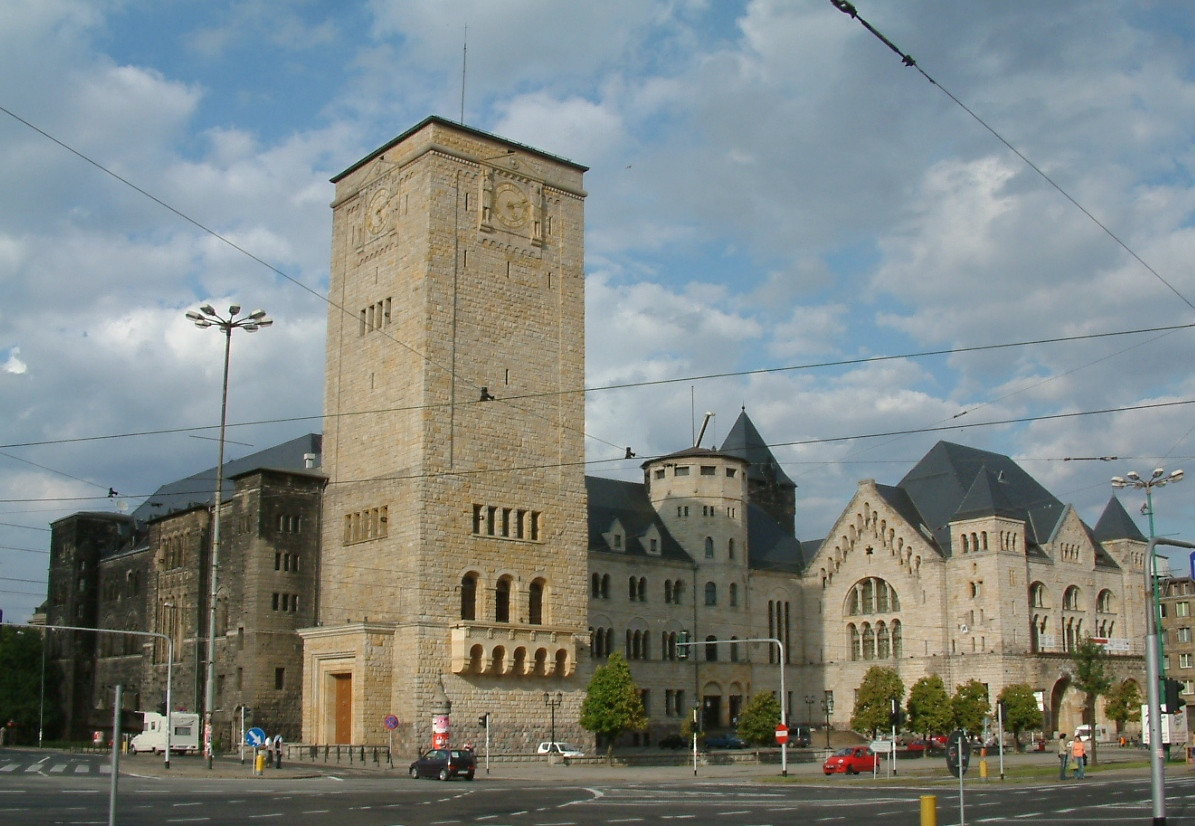
Імператорський замок

На площі Сталіна перед Імператорським замком, де розташовувалася познанська влада — міська національна рада, зібралося близько 100 тис. людей. Демонстранти почали голосно закликати, щоб представники влади вийшли до народу. Маніфестанти обрали делегацію для переговорів із головою президії Ради Франчішеком Фронцковяком. Під час розмови делегати вимагали прибуття до Познані прем'єр-міністра країни Юзефа Циранкевича або першого секретаря ЦК ПОРП Едварда Охаба. Група протестувальників, що ввійшла до замку, на даху будівлі здійняла на щоглі білий прапор. По закінченню переговорів із главою Ради делегація попрямувала до будівлі воєводського комітету ПОРП, де їх зустрів секретар у справах пропаганди Вінцентій Крашко . Під час розмови з партійним функціонером делегати знову висловили вимогу приїзду до Познані прем'єра Циранкевича. Під впливом делегатів Крашко виступив перед демонстрантами, заперечуючи арешт 27 червня Чеслава Рутковського, одного з організаторів страйку на ZNTK. Повідомлення про арешт швидко перетворилося в чутки про затримання делегації ZISPO. Цей слух стали поширювати на вул. Тадеуша Костюшка через гучномовці агітаційного автомобіля, що належав Воєводському управлінню транспорту, і яким заволоділи працівники ZNTK Децкерт і Томашчик.
Приблизно о 10.00 група маніфестантів вдруге ввійшла до будівлі воєводського комітету компартії, де зірвала червоні знамена та вивісила плакати з гаслами. Інша група демонстрантів увійшла в приміщення Воєводського управління громадянської міліції (KW MO) й закликала міліціянтів приєднатися до маніфестації. Командир 10-го полку Корпусу внутрішньої безпеки (KBW) підполковник Юзеф Ліпінський направив 50 солдатів під командуванням капітана Герди до будинку Воєводського управління у справах громадської безпеки (WUds.BP) по вул. Яна Кохановського з завданням посилити охорону відомства.
Після 10.00 від натовпу на площі відділилися дві великі групи. Частина демонстрантів під впливом закликів із гучномовців агітаційного автомобіля вирушила до в'язниці на вул. Млинській визволяти нібито заарештовану делегацію робітників. Друга група рушила на вулицю Кохановського до будівлі Воєводського управління громадської безпеки. По дорозі маніфестанти з даху будинку Управління соціального страхування на вул. Яна Домбровського скинули обладнання, що використовувалося для глушіння західних радіостанцій. Частина демонстрантів увійшла до будівлі міського комітету ПОРП по вулиці Міцкевича. Близько 10.15 протестувальники дісталися вулиць Млинської та Кохановського. Перша група, що прибула до в'язниці, почала вимагали відкрити ворота. Для утримання натовпу тюремні охоронці використали воду з гідрантів. Близько 10.50 розпочався штурм воріт в'язниці. Кілька демонстрантів по дробинах перелізли через стіну кам'яної огорожі й відчинили ворота зсередини. Учасники маніфестації ввірвалися до в'язниці, відкрили камери та звільнили 252 в'язнів. На вулиці Кохановського, тим часом, співробітники служби безпеки зустріли демонстрантів струменями води. У відповідь протестувальники закидали будівлю Управління безпеки камінням. Близько 11.00 пролунали постріли — з'явилися перші поранені серед демонстрантів, яких доставили до лікарні ім. Павлова й шпиталю ім. Рашеї.
11.00-14.00

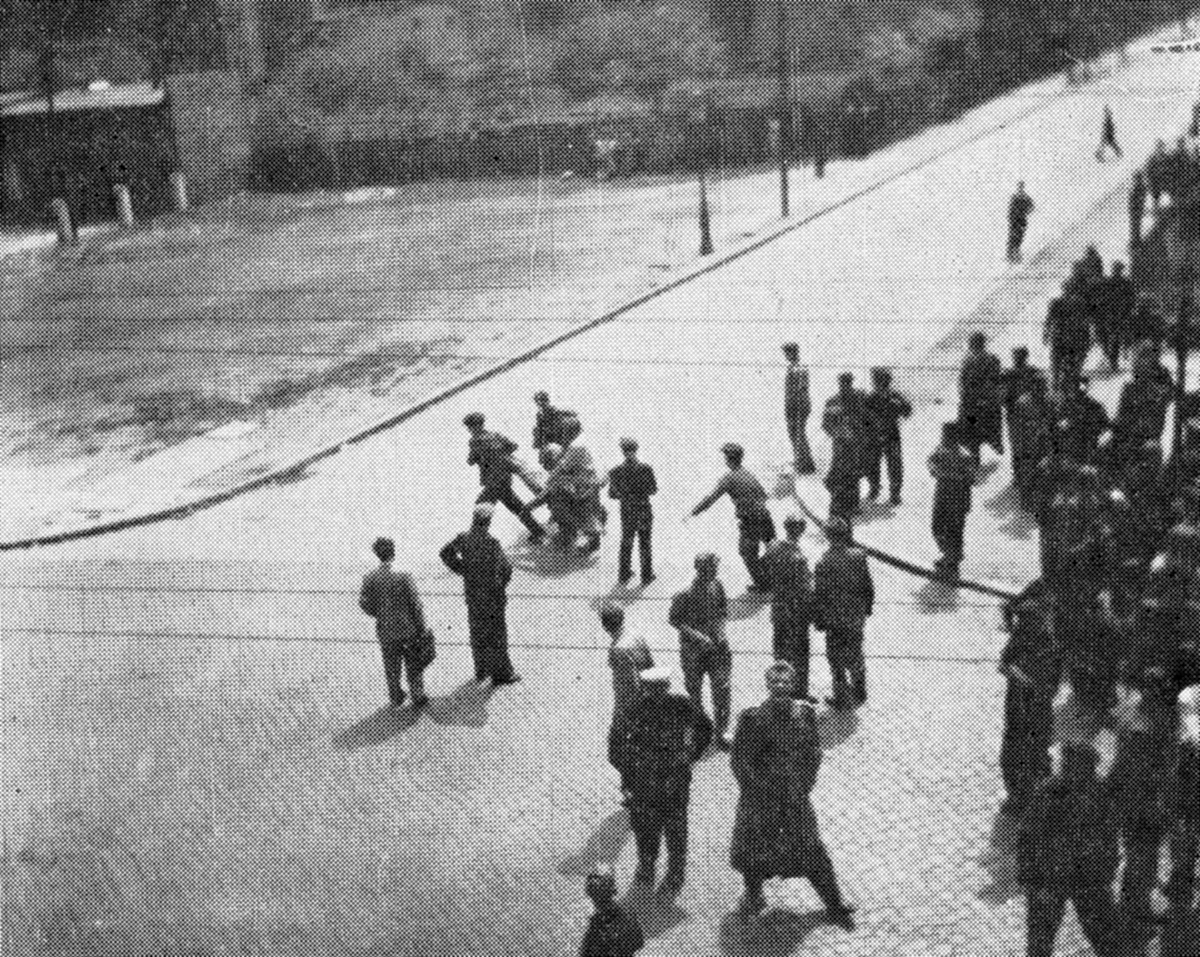
Події на вул. Кохановського

Маніфестанти, що розташовувалися біля в'язниці по вул. Млинській, увійшли в будинок, де містилися повітовий суд і прокуратура, та почали викидати на вулицю теки з документами, а потім підпалили їх. Близько 11.30 протестувальники захопили зброярню у в'язниці — до рук демонстрантів потрапили 80 одиниць зброї та боєприпаси. Близько 11.00 комендант Офіцерської школи бронетанкових і механізованих військ (OSWPiZ) полковник Антоній Філіпович для захисту визначених об'єктів відправив 16 танків, 2 бронетранспортери та 30 автомобілів разом із 300 курсантами. Поблизу вул. Кохановського учасники демонстрації закидали танки пляшками з бензином, підпаливши декілька з них. Танкісти безперешкодно залишили палаючу техніку. Після 12.00 зі школи OSWPiZ вийшла нова бойова група в складі 4 танків і двох взводів курсантів. Близько 12.30 демонстранти захопили два танки й роззброїли їх екіпажі. О 13.00 комендант OSWPiZ Філіпович мав розмову з начальником Генерального штабу Війська Польського генералом Єжи Борджіловським, після чого комендант викликав із навчального табору в Бедрусько 5 взводів курсантів і 13 танків. Комендант Філіпович отримав від генерала Борджіловського згоду на використання зброї. Перед тим генерал Борджіловський наказав підняти по бойовій тривозі весь 2-й танковий корпус, що розміщувався на полігоні в Бєдрускові. Тим часом на вул. Кохановського посилилася перестрілка — протестувальники взяли в облогу будівлю управління UB, обстрілюючи її з більш ніж 20 позицій.

14.00-18.00
Приблизно о 14.00 на летовищі Лавиця приземлився літак із групою військових на чолі з генералом Станіславом Поплавським, колишнім офіцером Червоної армії, який прийняв командування силами правопорядку в Познані від командира 10-го полку KBW підполковника Ліпінського. О 15.00 комендант OSWPiZ направив у район будинку WUBP ударну групу, викликану з Бєдруска, що складалася з 8 танків і 120 курсантів. Проте бойовий підрозділ зіткнувся з сильним опором демонстрантів. Через дві години курсантам все ж вдалося прорватися через оточення в будівлю WUBP, а о 17.30 зовнішнє кільце навколо управління безпеки замкнулося. Після 16.00 з'єднання 2-го танкового корпусу почали рух у напрямку Познані. О 18.00 першими до Познані ввійшли підрозділи 19-тої бронетанкова дивізії 2-го танкового корпусу. До цього часу групи демонстрантів уже роззброїли військові кафедри Вищої школи сільського господарства (14.30) та Медичної академії (15.30), VIII комісаріат громадянської міліції в західному районі Познані Юнікові (15.00) та V комісаріат МО в міському районі Вілді (16.00), відділки МО у містечках Сважендзі (17.00) і Пушчикові (18.00).
18.00-21.00
Групи маніфестантів роззброїли охорону табору в'язнів у Мровіні (18.30), військову кафедру Познанської Політехніки (19.00) та відділок МО в Мосіні (19.30). Близько 20.10 сталася стрілянина біля відділку МО в Чемпіню, де протестувальники безуспішно намагалися відібрати зброю у міліціонерів. У цей час продовжував точитися бій навколо будівлі WUBP. Близько 20.00 до міста ввійшли підрозділи 10-тої бронетанкової дивізії 2-го танкового корпусу. О 21.00 у Познані була введена комендантська година, що тривала до 4.00 ранку наступного дня.
В іншому місті Познанського воєводства, у Шроді Великопольській, після полудня та ввечері на центральній площі Ринок біля повітового комітету ПОРП зібрався натовп місцевих жителів. Вони затримали на деякий час підрозділи корпусу внутрішньої безпеки, які направлялися до Познані, але після 23.15 міліція розігнала людей з площі.
21.00-4.00
Незважаючи на комендантську годину, у Познані в деяких місцях тривали вуличні бої, в основному, у районі вул. Кохановського й Імператорського замку. О 22.00 із навчального табору у Венджині прибули до Познані підрозділи 4-тої піхотної дивізії 2-го армійського корпусу. Після 1.30 в місті розпочались інтенсивні арешти. Затриманих доставляли до фільтраційного пункту, що розташовувався в Лавиці.

### 29 червня 1956 року

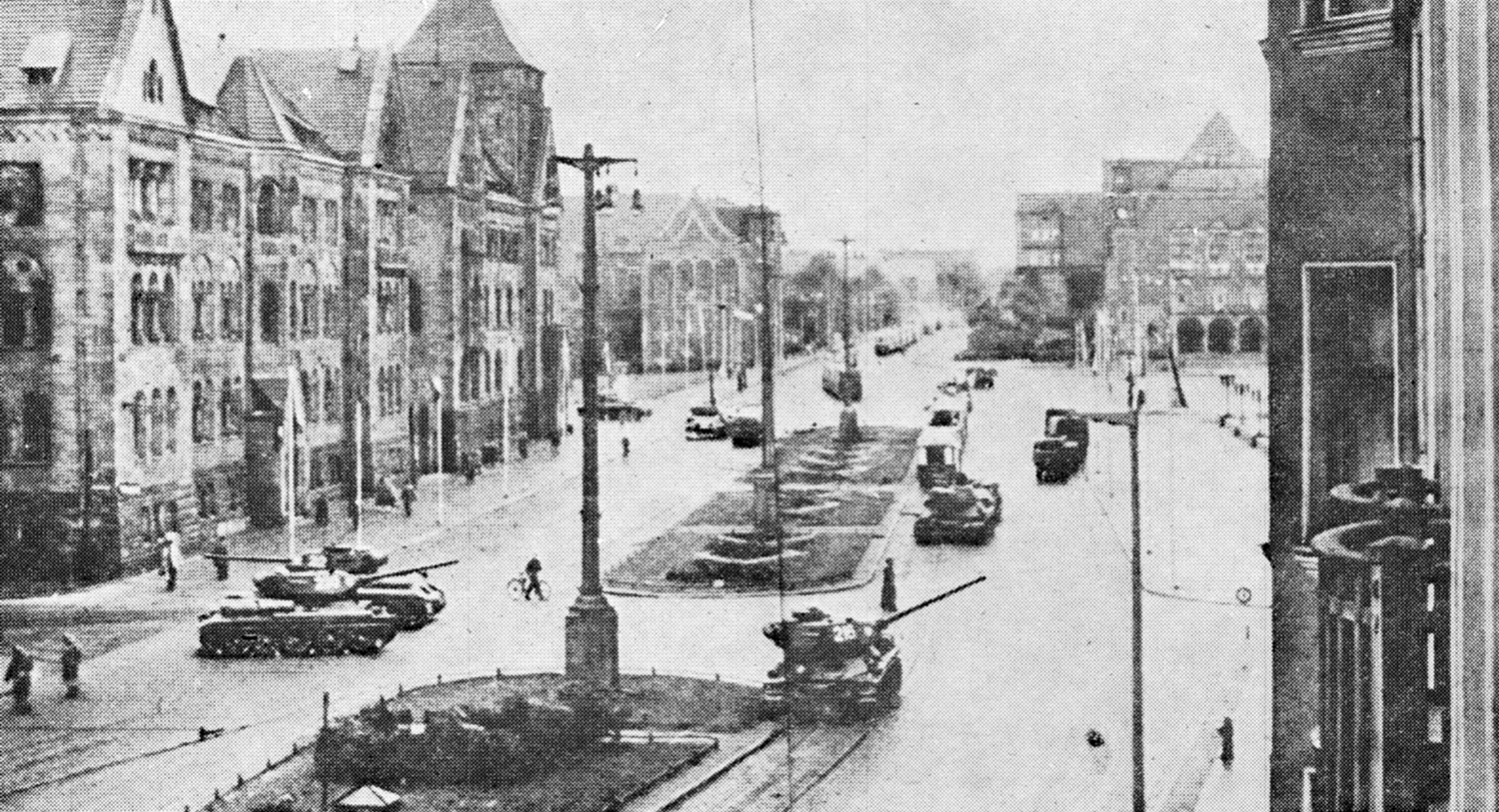
Танки на площі Сталіна

Десь о 4.00-5.00 до Познані ввійшла 5-та піхотна дивізія 2-го армійського корпусу. Підрозділи 4-тої піхотної дивізії були направлені до заводу ZISPO, у район Познанського міжнародного ярмарку, а також вулиць Домбровського та Польної. 5-тій піхотній дивізії військове командування поставило задачу охорони будівлі WUBP, казарм KBW, території заводу ZNTK, а також патрулювати вулиці та брати участь у ліквідації окремих точок опору, що продовжували діяти приблизно до 17.00.
На більшості підприємств Познані вранці робота не відновилася. У другій половині дня кілька тисяч демонстрантів, рухаючись вулицею Домбровського, намагалися досягти будівлі WUBP. Але, побачивши танки, маніфестанти розійшлися.
Страйки тривали також на деяких підприємствах великопольських містечок Любонь, Сважендз і Костшин. Частина військових підрозділів отримала наказ протидіяти страйкарям на підприємствах Любоні. У Сважендзі військові стали на перешкоді маршу демонстрантів у напрямку до Познані.

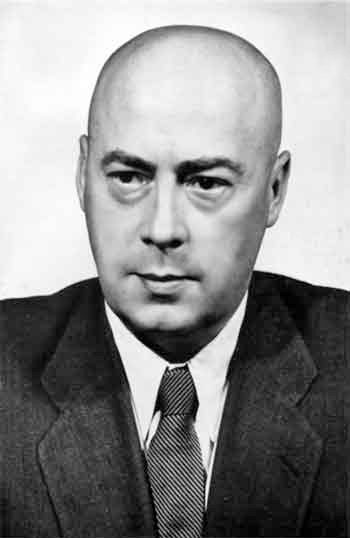
Прем'єр-міністр Юзеф Циранкевич

О 19.30 прем'єр-міністр Польщі Юзеф Циранкевич виступив із радіозверненням до мешканців Познані, в якому погрожував:
|  | Кожен провокатор або божевільний, який наважиться підняти руку проти народної влади, нехай буде певен, що йому ту руку народна влада відрубає … Оригінальний текст (пол.) Każdy prowokator czy szaleniec, który odważy się podnieść rękę przeciw władzy ludowej, niech będzie pewny, że mu tę rękę władza ludowa odrąbie … |

### 30 червня 1956 року
У місті повністю відновився рух громадського транспорту: автобусів, трамваїв і тролейбусів. На деяких підприємствах, а саме на заводі ZNTK, на заводі з виготовлення автомобільного обладнання PZSM, на римарській фабриці, працівники продовжували страйкувати, на інших — працювала лише частина робітників.
У Цитаделі відбулась офіційна церемонія поховання жертв, на якій були присутні прем'єр-міністр Юзеф Циранкевич і секретар ЦК ПОРП Едвард Ґерек.
У другій половині дня почалося виведення більшості військових підрозділів за межі Познані. Проте до пізньої ночі в різних частинах міста ще було чути звуки пострілів.

## Жертви подій

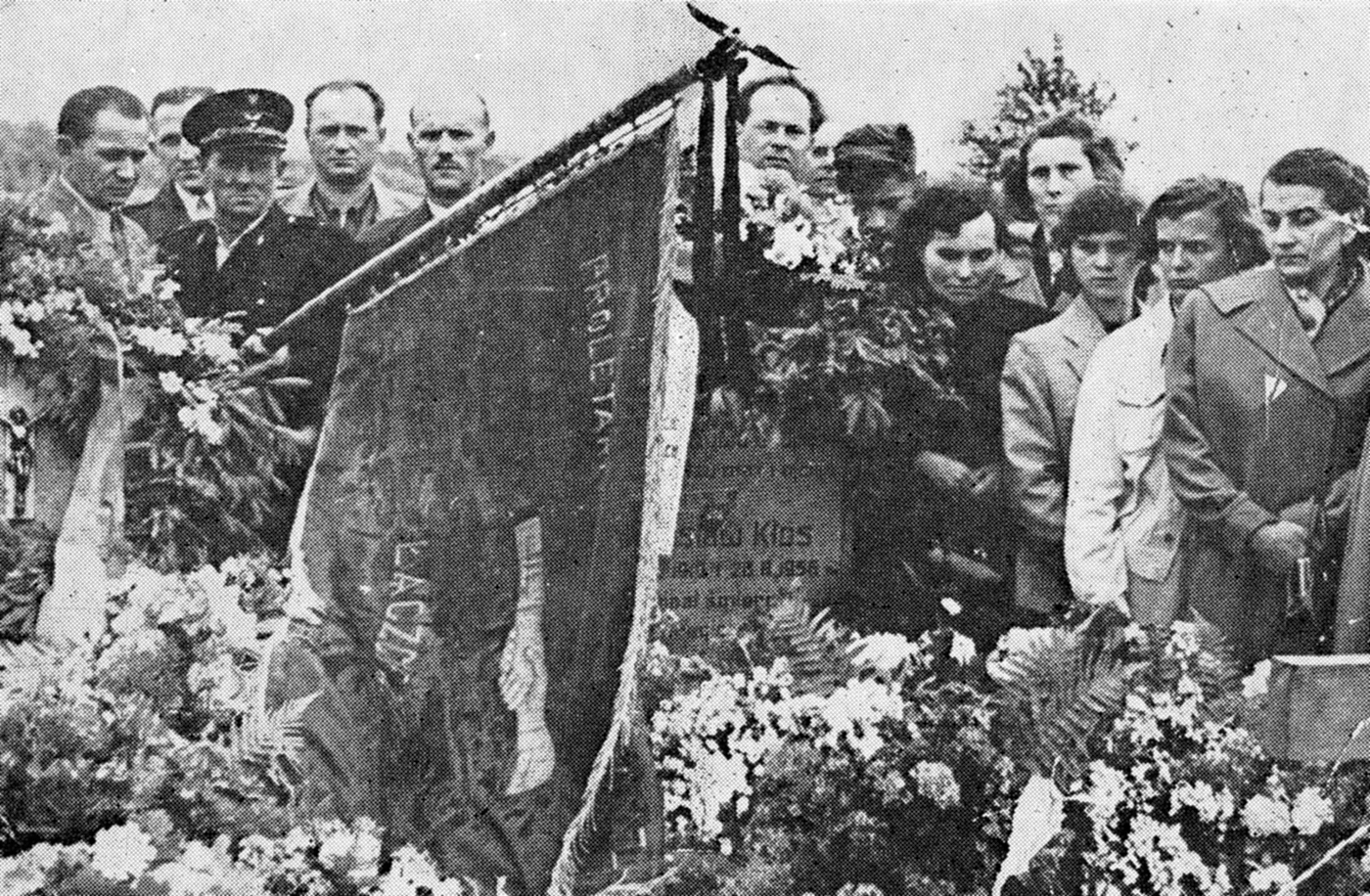
На могилі Чеслава Клоса, слюсаря заводу ZNTK, що загинув 28 червня 1956 року

Кількість загиблих у познанських подіях визначається у 58 осіб. Всі вони відомі поіменно. 50 із них були учасниками протестів — переважно заводські робітники, підсобники чи учні, рідше школярі, інженери, техніки. Найстаршому – м'яснику Здзіславу Піскорському – було 58 років, наймолодшому – школяру Ромеку Стжалковському – 13 років. Останній — транспортний робітник Анджей Стиперек — помер 30 січня 1964 року від наслідків поранення у хребет.
Серед дослідників упродовж десятиліть точилися дискусії навколо питання кількості загиблих і поранених під час познанських подій червня 1956 року. У літературі перші списки жертв Червня-56 з'явились у 1981 році. За різними даними кількість загиблих варіювала від 53 до 113 осіб, а поранених — від 300 до понад 1000.
6 вересня 1991 року була утворена Окружна комісія з розслідування злочинів проти польського народу в Познані. До дня свого розпуску 28 січня 1999 року комісія займалася розслідуванням подій, що мали місце в Познані 28-29 червня 1956 року. Після утворення нової Відомчої комісії кримінального переслідування за злочини проти польського народу в місті Познані розслідування було відновлено 22 листопада 2000 року. Предметом власних досліджень комісія визначила злочинну діяльність комуністичних державних посадових осіб, що призвела до втрати життя багатьох людей, заподіяла тілесним ушкодженням, незаконному позбавленню волі і жорстокому поводженню із затриманими під час познанських подій, що відбувалися 28-29 червня 1956 року.
У результаті розслідувань Інститут національної пам'яті Польщі визначив, що під час познанських протестів загинули 58 осіб, у тому числі 50 цивільних, 4 військовослужбовці, 1 міліціонер і 3 співробітники UB; поранення отримали принаймні 573 особи, у тому числі 523 цивільні, 15 співробітників UB, 7 міліціонерів та 28 військовослужбовців.
У 1956 році обставини загибелі 8 військовослужбовців і співробітників правоохоронних органів були досліджені більш докладно ніж цивільних осіб. Серед успішно завершених розслідувань є справа Броніслава Фаласа, солдата строкової служби, якого випадково вбив пострілом курсант Офіцерської школи бронетанкових і механізованими військ у Познані; справа капрала UB Зигмунта Іздебного, яка розглядалася на судовому «процесі трьох»; а також справа старшого сержанта міліції Франчішека Кристека, який помер від травм у результаті аварії, що сталася під час погоні за учасниками протестів.
- Список загиблих повстанців [Архівовано 17 квітня 2016 у Wayback Machine.]
- Список загиблих військовослужбовців і співробітників органів правопорядку та безпеки [Архівовано 17 квітня 2016 у Wayback Machine.]
- Список арештованих[недоступне посилання]

## Судові процеси
Перші арешти маніфестантів почали здійснюватися солдатами Війська Польського вже під час придушення протестів. У ніч з 28 на 29 червня співробітники UB і МО, іноді із залученням військових, провели масштабну акцію по затриманню найактивніших учасників подій у Познані. Ці заходи тривали впродовж декількох тижнів після закінчення бойових дій. Усіх заарештованих доправляли до фільтраційного пункту, який проіснував з 28 червня по 3 липня 1956 року в гарнізонних казармах у познанському районі Лавиці. Потім звідти підозрюваних доставляли до Центральної тюрми на вул. Млинській, а також до в'язниць служби безпеки на вул. Кохановського в Познані, у містечках Ґнєзно, Равіч та Шрьода.
На 8 липня 1956 року співробітники служби безпеки UB затримали 658 осіб. Окрім того ще 88 учасників подій заарештувала міліція MO. Із загальної кількості затриманих працівниками UB слідчі звільнили 316 підозрюваних за відсутністю доказів, а також відпустили 48 осіб в очікуванні суду. Справи на 98 заарештованих, що підозрювались у скоєні злочинів поза компетенцією UB, передали прокуратурі, 11 — до суду у справах неповнолітніх. 185 затриманих залишилися під слідством служби безпеки. Більшість (135 осіб) тих, хто перебував у тюрмі UB, становила молодь віком від 17 до 25 років.
Офіційна пропаганда запевняла, що в червні 1956 року Познань стала ареною робітничих виступів у значній мірі виправдано, зважаючи на тогочасне соціально-економічне становище, але цим скористались окремі групи бандитів і хуліганів. Газети містили фотографії зруйнованих приміщень. Випуск польської кінохроніки від 3 липня 1956 року «Познань після нещасних випадків» демонстрував глядачам чотирьох затриманих «хуліганів», що каялися за свій вандалізм щодо державної власності. Уряд усвідомлював, що неможливо судити десятки тисяч людей, що вийшли на познанські вулиці. Було ухвалене рішення обмежитися розслідуванням конкретних злочинів: вбивств, насильницьких нападів, вчинених на державні установи, на солдатів і співробітників державного апарату, на дільниці міліції, захоплень зброї, грабежів та крадіжок. Скасування покарання за участь у страйку і демонстрації підтверджувало пропагандистську тезу, що це не робітники, а «хуліганські та кримінальні елементи» виступили проти народної влади.
Для прискорення слідчих дій Воєводське управління безпеки в Познані додатково поповнилося 145 співробітниками. На допомогу також були направлені кілька десятків працівників служби безпеки з Варшави. До слідчої роботи залучили познанську міліцію і співробітників Головного управління MO. Правоохоронні органи активно залучали агентурну мережу.
На початковому етапі розслідування слідчі UB зробили припущення, що не потребували доказів, а саме наявність «законспірованого контрреволюційного центру», керівника діями робітників, або вплив «західних диверсійних центрів» на познанські події. Але у процесі слідства з'ясувалося, що факти не підтверджували ці переконання.
Початок запланованих на липень 1956 року судових процесів поступово відкладався. Однією з причин затримки був тривалий хід розслідування. Також виявилось, що зовнішній вигляд тих обвинувачених, обличчя яких носили явні сліди побоїв, міг викликати непередбачені наслідки в залі суду. Жорстоке поводження із затриманими було звичайною практикою в роботі співробітників міліції МО і служби безпеки UB. Тому організатори процесів чекали, поки «порушення соціалістичної законності» не зникнуть природним шляхом. Навіть одному із заарештованих, якому слідчі зламали ніс, була запропонована медична операція. Це пояснювалося тим фактом, що за запевненнями прем'єр-міністра Циранкевичем слухання на процесах будуть відкритими для громадськості, більш того, за їх ходом можуть стежити іноземні спостерігачі.
З відкладенням початку процесів поступово змінювалося передбачене число підсудних. Спочатку слідчі підготували 51 судовий процес, на яких мали відповідати перед законом 135 осіб. У деяких випадках органи дізнання складали навіть по 2-3 версії обвинувальних актів. Нарешті влада зупинилася лише на 3-х процесах із підсудними, вина яких здавалося безперечною, і її легко можна було довести. Обтяжувальною обставиною для багатьох звинувачених виявились їх попередні конфлікти з законом. Такий відбір підсудних був цілком свідомим, тому що влада бажала представити найбільш активних учасників червневих подій як звичайних злочинців, тим самим кидаючи тінь на робітничий протест у цілому.

### Процес трьох
Перший із показових судових процесів, так званий «процес трьох», розпочався 27 вересня 1956 року в приміщенні Воєводського суду в Познані, що розташовувався на перетині вулиць Марцинковського і Сольної. На лаві підсудних опинились Юзеф Фольтинович (1936—1984), Казімєж Журек (1938—1993) і Єжи Срока (1938—1984). Їх звинувачували у співучасті в нападі та побитті співробітника служби безпеки UB капрала Зигмунта Іздебного (1930 р.н.), який унаслідок отриманих травм помер у шпиталі 28 червня 1956 року. Крім того Журкові було пред'явлено звинувачення в знищенні документів воєводської прокуратури і повітового суду, а Срокі — нищення обладнання в'язниці під час захоплення її демонстрантами.
Пам'ятаючи в чому полягала «сталінська справедливість», багатьом мешканцям Познані здавалося, що підсудним загрожує суворий вирок. Згідно з чинним у той час Малим кримінальним кодексом Польщі 1946 року, за злочини, у скоєнні яких обвинувачували підсудних, передбачалося позбавлення волі від 5 років до довічного ув'язнення або навіть смертна кара. Серед людей домінувало переконання, що судять невинних. З агентурних джерел надійшла інформація про нібито формування серед робітників заводу ZISPO комітету для організації силового звільнення в'язнів. Дехто намагався анонімними листами з погрозами на адресу прокурорів і суддів чинити тиск на представників юстиції. Перед початком і в ході процесу із-за кордону надходили заклики до чесного проведення судових слухань і благання проявити милосердя до підсудних.
8 жовтня 1956 року суд оголосив вирок, який був значно м'якший, ніж очікувалося: Юзеф Фольтинович та Єжи Срока отримали кожний 4 роки і 6 місяців ув'язнення, а Казімєж Журек — 4 роки позбавлення волі. До засуджених не була застосована амністія на відміну від підсудних «процесу дев'яти».

### Процес дев'яти

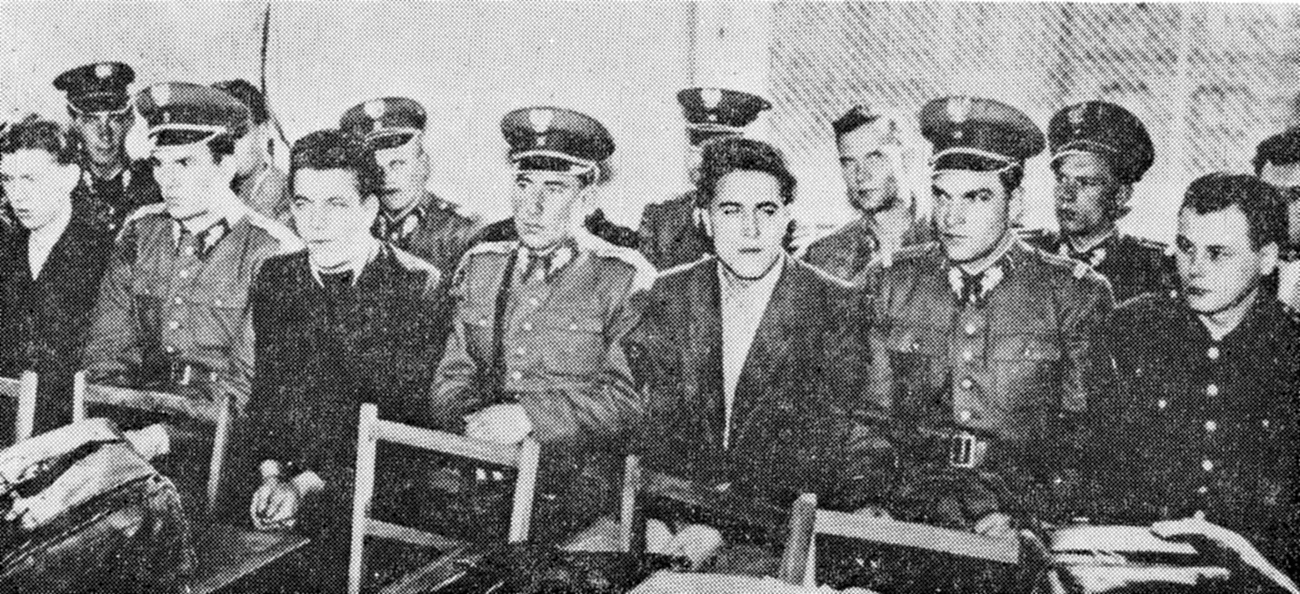
Під час «Процесу дев'яти»

У той же день, коли розпочався «процес трьох», 27 вересня 1956 року, у тій же будівлі Воєводського суду в Познані відкрився «процес дев'яти». Перед судом постали Зенон Урбанек (20 років), Юзеф Почтовий (18 років), Станіслав Яворек (21 рік), Людвік Вєжбіцький (21 рік), Лукаш Пьотровський (19 років), Станіслав Кауфманн (20 років), Леон Олєйнічак (35 років), Януш Бєґанський (20 років) і Ян Суварт (22 роки). Проти всіх заарештованих висунули звинувачення в тому, що вони разом з іншими не встановленими особами вчинили насильницькі напади на будівлю і співробітників Воєводського управління WUds.BP. Додатково перших чотирьох підсудних звинувачували в обстрілі будівлі UB, унаслідок чого були загиблі й поранені. Інші підсудні обвинувачувались у допомозі нападу на працівників служби безпеки UB шляхом надання зброї і боєприпасів до неї. Обвинувальний висновок включав також справу вбивства 13-тирічного Романа Стжалковського, хоча зібраний у ході слідства матеріал не підкріплював ці звинувачення проти підсудних.
12 жовтня 1956 року в суді відбулось оголошення вироку. Зенон Урбанек, Станіслав Яворек та Людвік Вєжбіцький отримали 6 років ув'язнення, Юзеф Почтовий — 3 роки, Януш Бєґанський — 2,5 роки, Лукаш Пьотровський — півтора року позбавлення волі. Станіслава Кауфманна засудили на 2 роки тюрми з відстрочкою виконання вироку на 5 років. Яна Суварта та Леона Олєйнічака суд виправдав.
На 12 жовтня 1956 року до Воєводського суду в Познані було передано 41 звинувачувальний акт на 123 затриманих. У той же час прокуратура відкликала з суду 10 справ, відкритих проти 12 осіб, у стані розслідування залишалися ще 5 справ проти 7 арештованих.

### Процес десяти
Останнім із так званих показових судових процесів був «процес десяти», який розпочався 5 жовтня 1956 року. На лаві підсудних опинились: Януш Кулас (20 років), Міколай Пац-Помарнацький (22 роки), Роман Бульчинський (19 років), Владислав Качковський (18 років), Єронім Желонацький (18 років), Мар'ян Йоахімяк (23 роки), Антоній Клімецький (19 років), Ян Лучак (22 роки), Зиґмунт Майхер (25 років), Збіґнєв Блашчик (23 роки). Їх звинуватили в серії актів, які відбувалися в ході зіткнень з солдатами, співробітниками UB і міліціонерами.
На 22 жовтня 1956 року було заплановано винесення рішення по справі, але напередодні, 21 жовтня, у країні відбулася знаменна подія — на VIII пленумі ЦК ПОРП першим секретарем партії був обраний Владислав Ґомулка. Суддя, замість оголошення вироку, відновив слухання справи і зажадав допитати нових свідків, потім 3 листопада відклав судовий розгляд, щоб припинити його зовсім. Суд повернув справу прокуратурі на дорозслідування.

## Наслідки
29 червня 1956 року в Познані під керівництвом секретаря ЦК ПОРП Едварда Ґерека розпочала роботу партійна комісія для з'ясовування причин «нещасних випадків» у Познані. 2 липня відкрилася нарада працівників Воєводського комітету ПОРП. Перед початком наради регіональні партійні чиновники отримали тези критичного звіту комісії Ґерека. У ході дискусії члени партактиву воєводства говорили про економічні причини страйку і демонстрації, обережно вказуючи на відповідальність центрального уряду за події в Познані. 3 липня відбулося засідання Політбюро ЦК ПОРП, на якому Ґерек виступив із тезовою оцінкою познанських подій. Після доповіді Ґерека Політбюро частково змінило власне ставлення до подій у Познані, зазначаючи, що інтенсивним розслідуванням не виявлено ніяких слідів іноземних агентів або провокаторів. Політбюро стверджувало, що причиною невдоволення познанського робітничого класу стало спотворення в економічній політиці, бюрократична поведінка адміністрацій підприємств і керівників департаментів міністерств у вирішенні робітничих проблем. Політбюро визнало винними регіональний партійно-адміністративний апарат, місцеву службу безпеки, а також працівників преси. 7 липня відбулася нарада в Центральному Комітеті ПОРП, на яку запросили членів Політбюро, керівників відділів ЦК та перших секретарів воєводських комітетів партії. Едвард Ґерек надав присутнім на нараді повний звіт комісії, в якому підкреслював, що події в Познані, вчинені «ворогами народу», мали провокаційний характер, але місцеві партійні керівники піддалися на ці провокації, воєводські служба безпеки та міліція залишилися пасивними і не реагували на дії агітаторів на заводах, вулицях, у транспорті. Таким чином, центральна влада перекладала всю відповідальність за познанські події виключно на місцевих чиновників.
Центральний Комітет ПОРП визначив дві основні лінії поведінки у справі познанського повстання: 1) показово покарати деяких місцевих партійних керівників та державних чиновників; 2) дослідити події, що трапилися, у контексті перегляду власної соціально-економічної політики і зміни методів партійного керування.
З 3 липня на підприємствах Познані почалось повернення робітникам надмірно стягнутих у попередні роки податків. На заводі ZISPO, головним чином у відділені W-3, працівникам підвищили заробітну плату, яку виплатили вже 10 липня.
Познанський партійний актив і значна частина громади міста очікували справедливої оцінки подіям і ухвалення рішень від VII Пленуму ЦК ПОРП, що розпочався 18 липня і тривав до 28 липня. Перший секретар Едвард Охаб в основній доповіді приділив увагу серед іншого темі Познанського Червня, який надалі називався «познанськими нещасними випадками». Охаб у доповіді зазначив, що причиною невдоволення робітників Познані були погані умови життя, а також бюрократизм як центральних, так і місцевих органів. Проте головним винуватцем визнавалася познанська партійна організація, тому що вона не чинила «бунтівникам та демагогам» організований опір, а також органи безпеки, що не запобігли діям ворога. Познанські події стали однією з найважливіших тем дискусій на VII Пленумі, в яких брали учать центральні й воєводські партійні керівники. Більшість із понад 30 учасників обговорення підтримали тезу економічних і бюрократичних причин і слабкості місцевої влади. Із надмірною самокритикою виступив перший секретар Познанського воєводського комітету Леон Сташяк, хоча це не захистило його від подальшого усунення з посади. Остаточна позиція партії стосовно познанських протестів знайшла відображення в резолюції пленуму. Ця позиція майже не відрізнялася від перших оцінок подій партійним керівництвом 28—29 червня. Справедливому вирішенню питання заважала міжфракційна боротьба за владу в центральних органах партії.
Зміна офіційної позиції в оцінювані причин познанських протестів відбулася на VIII Пленумі ЦК ПОРП, що розпочався 19 жовтня 1956 року у Варшаві. Кандидат на пост першого секретаря ЦК ПОРП Владислав Ґомулка у своїй програмній промові, у частині «Уроки Познані», запропонував переосмислити червневі події:
|  | Причини познанської трагедії та глибокого незадоволення всього робітничого класу лежать у середині нас, у керівництві партії, в уряді. Горючий матеріал збирався роками. Оригінальний текст (пол.) Przyczyny tragedii poznańskiej i głębokiego niezadowolenia całej klasy robotniczej tkwią u nas, w kierownictwie partii, w rządzie. Materiał palny zbierał się całe lata. |

21 жовтня VIII Пленум ЦК ПОРП обрав першим секретарем Владислава Ґомулку.
У понеділок 22 жовтня в Познані в цеху відділення W-4 заводу ZISPO відбувся багатотисячний мітинг, на якому робітники ухвалили резолюцію, в якій вітали новий склад Політбюро ЦК ПОРП на чолі з Владиславом Ґомулкою і прийняту на VIII Пленумі програму.
1 листопада 1956 року завод ім. Сталіна (ZISPO) отримав нову назву — «Державне підприємство „Металопромисловий завод І. Цеґельський у Познані“».

## Пам'ять

### Боротьба за пам'ять
Уряд Владислава Ґомулки, що прийшов до влади в Польщі після жовтневих змін у країні, дуже швидко оповив познанські виступи завісою мовчання. Упродовж наступних 25 років комуністична влада, намагаючись стерти з колективної свідомості поляків, блокувала будь-яку інформацію про криваві події червня 1956 року. Познанські протести завдяки цензурі стали закритою темою навіть для історичних досліджень. Найбільш активні учасники червневих подій зазнали переслідувань — вони були звільнені з роботи і перебували під постійним наглядом правоохоронних органів. Проте спогади в сім'ях учасників тих подій підкріплювали суспільну пам'ять про Червень 1956 року. У 1970-ті роки опозиційні до влади громадяни, відвідуючи поховання жертв Чорного четверга, замовляли ювілейні меси, на які збиралися кілька десятків людей.
Боротьба за пам'ять про познанські протести досягла значного успіху після подій серпня 1980 року. Будівництво в 1981 році пам'ятника жертвам Червня стало однією з перших ініціатив профспілки «Солідарність» у Познані. 10 жовтня 1980 року загальне зібрання представників великопольського відділення «Солідарності» ухвалило рішення про спорудження пам'ятника жертвам Познанського Червня. А вже 21 жовтня був сформований громадський комітет з питань встановлення пам'ятника. Більшість членів комітету безпосередньо брали участь у познанських протестах 1956 року. Роботи над пам'ятником мали вестись у прискореному темпі й бути завершеними до 28 червня 1981 року — 25-тої річниці тих подій. Конкурс серед проектів пам'ятника розпочався 22 листопада 1980 року. У грудні того ж року був проведений відбір написів для пам'ятника та чотирьох меморіальних дощок, що планувалося розмістити в місцях, пов'язаних з подіями Червня-56 — перед головними воротами заводу Цеґельського, біля заводу локомотиво- і вагонобудування W-3, ремонтного заводу ZNTK і транспортного підприємства MPK. 6 лютого 1981 року після палких дискусій до втілення відібрали проект скульптора Адама Ґрачика та архітектора Влодзімєжа Войцеховського. Одна із найбільших проблем, що виникли перед громадським комітетом, полягала в пошуку місця розташування монумента й узгоджені з владою обраного місця. Остаточно організаційний комітет вирішив встановити пам'ятник на площі Адама Міцкевича, але міська влада намагалася завадити цьому. Адміністративне узгоджувальне рішення організатори будови отримали лише 26 червня 1981 року, за два дні до урочистостей. На безліч проблем і узгоджень натикалися роботи з виготовлення пам'ятника. Але, завдяки зусиллям робітничих колективів познанських підприємств, 19 червня 1981 року всі елементи пам'ятника доставили на місце встановлення на площі Міцкевича. Конструкції монумента від заводу Цегельского, де йшло в основному їх виготовлення, урочисто, в оточенні великої кількості городян були перевезені на колишню площу Сталіна (площа Адама Міцкевича) — саме тим маршрутом, яким страйкарі йшли 28 червня 1956 року. 26 червня монтажні роботи завершилися — усе було готове до першого офіційного святкування ювілею.

### Перше офіційне святкування в 1981 році

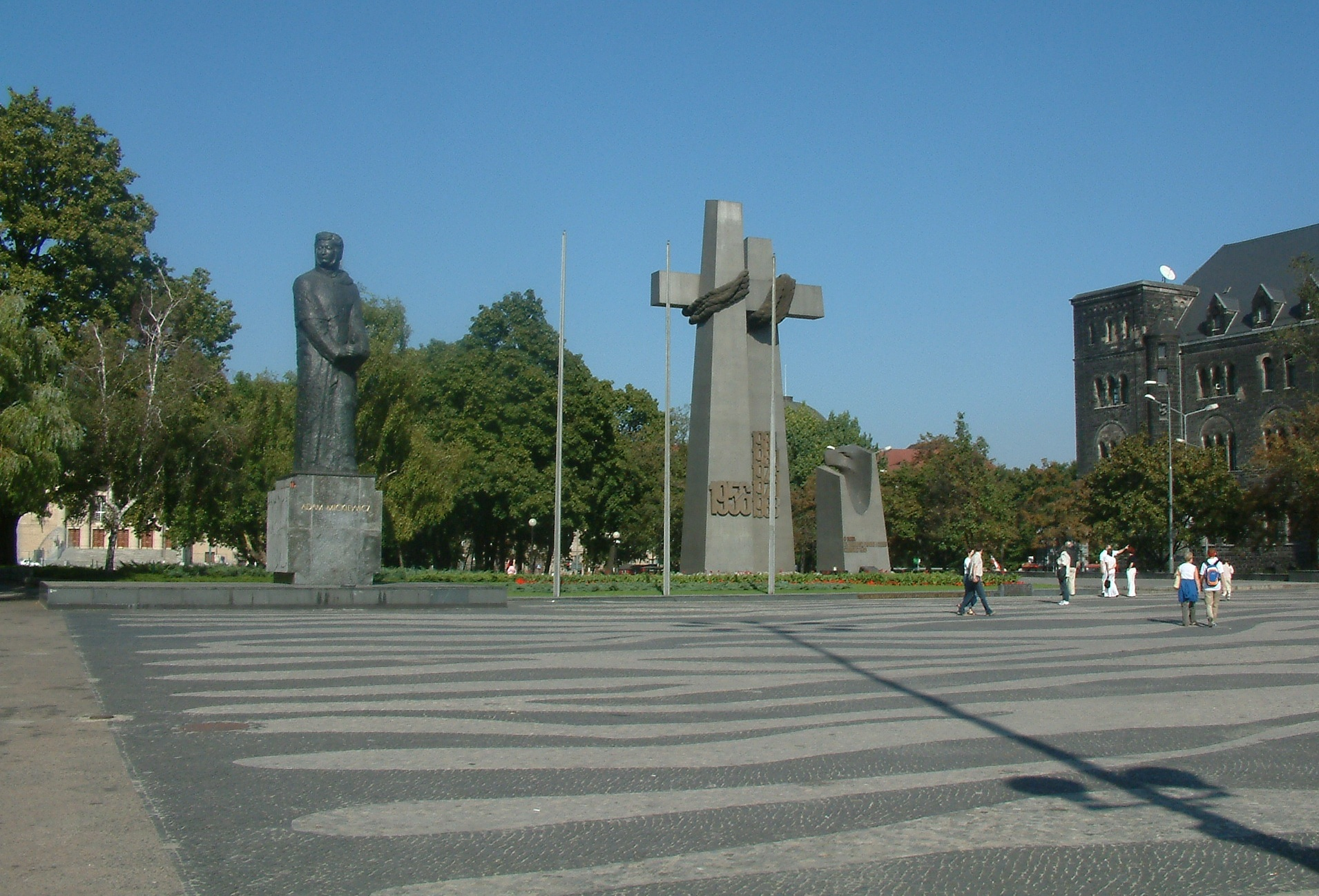
Площа Адама Міцкевича

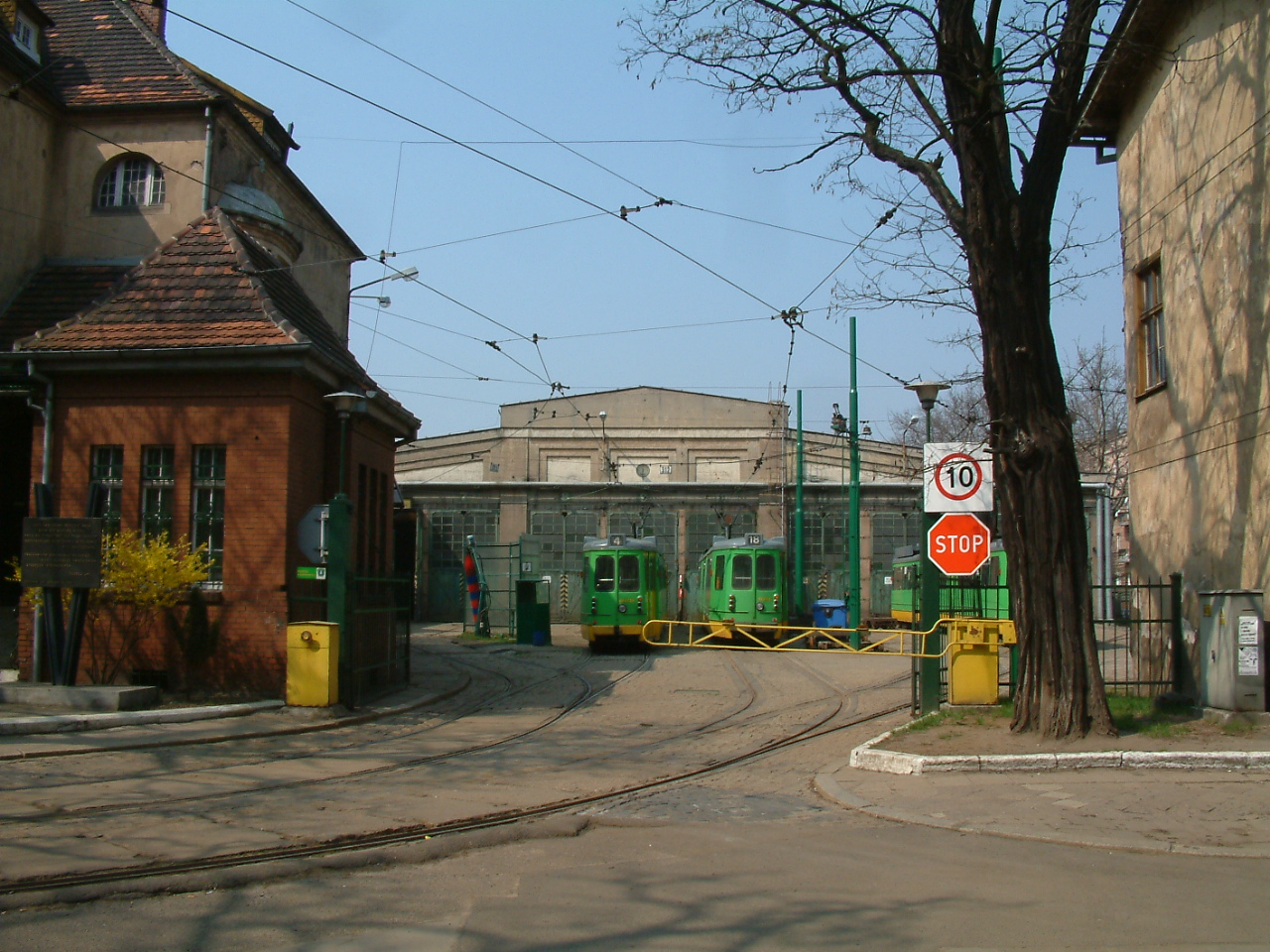
Трамвайне депо на вул. Гайовій

Разом із будівництвом пам'ятника тривала підготовка до перших офіційних урочистостей із нагоди 25-тої річниці Червня-56. Серед вжитих заходів були влаштовані проведення виставок, наукових симпозіумів, лекцій тощо. Важливою подією в культурному житті стала прем'єра в Новому театрі спектаклю «Обвинувачений: Червень-56» (Oskarżony: Czerwiec Pięćdziesiątsześć). Під редакцією Ярослава Мачєєвського та Зофії Трояновічової вийшла з друку перша наукова праця, присвячена протестним подіям, — «Познанський червень 1956 року» (Poznański Czerwiec 1956). До дня святкування було відбито декілька пам'ятних медалей.
Відбулися зміни в топоніміці Познані. За пропозицією профспілки «Солідарність», що діяла на заводі Цеґельського, міська національна рада ухвалила рішення перейменувати вул. Фелікса Дзержинського, з якої почалася хода демонстрантів від заводу ZISPO, на вулицю 28 червня 1956 р., а частина вул. Мильної отримала нову назву на честь Романа Стжалковського.
Безпосередньо урочистості почалися 27 червня відкриттям меморіальних дощок перед депо MPK на вул. Гайовій, перед воротами заводу ZNTK, біля головних воріт заводу HCP та перед заводом W-3. Крім того, були встановлені пам'ятні дошки в місцях, пов'язаних з кривавими подіями Червня-56, — на фронтоні будівлі шпиталю імені Ф. Рашеї, а також на вулиці Романа Стжалковського. Перед заводом Цеґельського відслужив святу месу архієпископ Єжи Строба, після чого кардинал Франчішек Махарський виголосив проповідь.
У неділю 28 червня о 10.00 заводські сирени та дзвони костьолів дали сигнал початку головній церемонії на площі Міцкевича, де зібралося близько 200 тис. людей. Урочистості розпочались офіційними виступами. Серед інших з промовою виступили неформальний лідер Червня-56 Станіслав Матия і глава «Солідарності» Лех Валенса. Пам'ятник жертвам протестів відкрили Станіслав Матия й Анна Стжалковська — мати 13-річного Ромека Стжалковського, убитого 28 червня 1956 року. Після освячення пам'ятника архієпископом Стробою пройшов урочистий переклик загиблих — із сусідньої вежі Імператорського замку звисало гігантське полотнище з вперше оприлюдненими іменами жертв кривавих подій Познанського Червня. Слідом відбулась урочиста свята меса, під час якої була зачитана телеграма від папи Івана Павла II.
Символ «Познанські Хрести» став широко визнаною емблемою польської опозиції. Після повалення комуністичної влади в Польщі в 1989 році вже ніщо не заважало гідно відзначати ювілеї Червня-56. Щороку представники місцевої влади і «Солідарності» разом із мешканцями Познані приходять до пам'ятників і меморіальних дощок, щоб вшанувати пам'ять полеглих і згадати героїчну історію.
Про збереження суспільної пам'яті дбають створені громадські організації та асоціації:
- Товариство «Познанський Червень-56» (Stowarzyszenie Poznański Czerwiec 56),
- Союз комбатантів та учасників Познанського повстання червня 1956 року (Związek Kombatantów i Uczestników Powstania Poznańskiego Czerwca 1956 r.),
- Союз повстанців Познанського Червня-56 «Непереможені» (Związek Powstańców Poznańskiego Czerwca 56 Niepokonani).[76]

### Відзначення 50-ї річниці
21 червня 2006 року Сейм Республіки Польща оголосив 28 червня святом — Національним Днем Пам'яті Познанського Червня 1956 року:
| У 50-у річницю Познанського Червня 1956 року Сейм Республіки Польща прагне віддати данину героям, чия мужність і патріотизм стали наріжним каменем наступних антикомуністичних спалахів у Польщі. П'ятдесят років тому вибухнули — в ім'я боротьби за свободу, хліб і справедливість — протести і страйки робітників заводу Цеґельського й багатьох інших підприємств Познані. Вони перетворились у збройні виступи проти тодішньої влади. Цей спалах, хоч криваво придушений військами і танками, приніс моральну перемогу, яка відбилася широкою луною в Польщі та поза її межами. Поляки зберегли в пам'яті ті події, на ґрунті яких виросли не тільки зміни жовтня 56-го, але й Грудень 70-го та Серпень 80-го. Сьогодні у вільній і незалежній Польщі ми зобов'язані пам'яттю і вдячністю людям Червня 56-го. Сейм Республіки Польща оголошує день 28 червня Національним Днем Пам'яті Познанського Червня 1956 року. Сейм Республіки Польща віддає данину поваги тим, хто мав мужність протистояти злу і боротися за вільну, незалежну і справедливу Польщу. Оригінальний текст (пол.) W 50. rocznicę Poznańskiego Czerwca 1956 Sejm Rzeczypospolitej Polskiej pragnie oddać hołd bohaterom, których odwaga i patriotyzm stały się kamieniem węgielnym późniejszych antykomunistycznych zrywów w Polsce. Pięćdziesiąt lat temu wybuchły — w imię walki o wolność, chleb i sprawiedliwość — protesty i strajki robotników Zakładów Cegielskiego i wielu innych miejsc pracy Poznania. Przerodziły się one w zbrojne wystąpienie przeciwko ówczesnej władzy. Zryw ten, choć krwawo stłumiony z użyciem wojska i czołgów, przyniósł zwycięstwo moralne, które odbiło się szerokim echem w Polsce i poza Jej granicami. Polacy przechowali w pamięci te wydarzenia, na gruncie których wyrosły nie tylko przemiany października '56, ale i Grudzień '70, i Sierpień '80. Dziś w wolnej, niepodległej Polsce winni jesteśmy ludziom Czerwca '56 pamięć i wdzięczność. Sejm Rzeczypospolitej Polskiej ogłasza dzień 28 czerwca Narodowym Dniem Pamięci Poznańskiego Czerwca 1956. Sejm Rzeczypospolitej Polskiej składa hołd tym, którzy mieli odwagę sprzeciwić się złu i walczyć o wolną, niepodległą i sprawiedliwą Polskę. |
21 червня 2006 року Сенат Республіки Польща прийняв постанову про вшанування 50-тої річниці Познанського Червня 1956 року:
| У день 28 червня 1956 року мешканці Познані вийшли на вулиці, щоб висловити свою незгоду з комуністичним беззаконням. Так почався похід робітників познанських підприємств — у тому числі заводу Цеґельського, що в той час носив ганебне ім'я Йосипа Сталіна. До них приєдналися студенти, школярі та інші жителі міста. Постріли співробітників Управління безпеки в бік демонстрантів привели до того, що мирна демонстрація перетворилася в дводенне повстання проти комуністичної тиранії. Це був перший у післявоєнній Польщі — і один із перших в Європі — відкритий виступ проти комуністичного тоталітаризму. Червневий спалах 1956 року був виразом колективного голосу совісті познанської та великопольської громади. Познанське повстання, розпочате жаданням відновлення права на справедливу винагороду, перетворилося в загальне волання про правду і справедливість, про свободу релігійну і політичну, про дотримання владою закону, про кінець радянського панування і повний суверенітет Польщі. Усі ці цінності були знищені тодішньою владою через фізичну ліквідацію опозиції, переслідування Церкви, загальну цензуру, масову конфіскацію майна і повсюдний терор. Попри жорстоку реакцію влади і криваве придушення повстання, події Познанського Червня 1956 року стали символом непохитного захисту основних прав нації. У ті червневі дні героїчні познанські й великопольські жителі ще раз в історії нашої країни нагадали про права і свободи всіх поляків. Кілька десятків із них заплатили за це найвищу ціну, втративши життя, близько тисячі були поранені, і сотні постраждали від репресій, що тривали майже чверть століття. Події Познанського Червня 1956 року стали безпосередньою причиною краху сталінізму в Польщі в жовтні 1956 року, що потягнуло за собою подальші зміни в інших країнах комуністичного блоку і призвело до закриття найкривавішої глави в історії комунізму в Європі. Познанське повстання було першим кроком на довгому шляху, який привів до відновлення свободи і суверенітету Польщі після 1989 року. Сенат Республіки Польща у п'ятдесяту річницю Познанського повстання 1956 року віддає данину пошани його героїчним учасникам. Оригінальний текст (пол.) W dniu 28 czerwca 1956 roku mieszkańcy Poznania wyszli na ulicę, aby wyrazić swój sprzeciw wobec komunistycznego bezprawia. Tak rozpoczął się pochód robotników poznańskich zakładów pracy — w tym fabryki Cegielskiego, noszącej wówczas haniebne imię Józefa Stalina. Dołączyli do nich studenci, uczniowie i inni mieszkańcy miasta. Oddane przez pracowników Urzędu Bezpieczeństwa strzały do maszerujących spowodowały, że pokojowa demonstracja przerodziła się w dwudniowe powstanie przeciwko komunistycznej tyranii. Było to pierwsze w powojennej Polsce — i jedno z pierwszych w Europie — otwarte wystąpienie przeciwko komunistycznemu totalitaryzmowi. Czerwcowy zryw 1956 roku był wyrazem zbiorowego głosu sumienia społeczeństwa Poznania i Wielkopolski. Powstanie poznańskie, rozpoczęte żądaniem przywrócenia prawa do godziwego wynagrodzenia, przerodziło się w powszechne wołanie o prawdę i sprawiedliwość, o wolność religijną i polityczną, o przestrzeganie prawa przez władzę, o zakończenie sowieckiej dominacji i pełną suwerenność Polski. Wszystkie te wartości niszczone były przez ówczesne władze poprzez fizyczną likwidację opozycji, prześladowanie Kościoła, powszechną cenzurę, masowe konfiskaty mienia i wszechobecny terror. Pomimo brutalnej reakcji władzy oraz krwawego stłumienia powstania, wydarzenia Poznańskiego Czerwca 1956 stały się symbolem nieprzejednanej obrony podstawowych praw narodu. W te czerwcowe dni bohaterscy mieszkańcy Poznania i Wielkopolski po raz kolejny w historii naszego kraju upomnieli się o prawa i wolności wszystkich Polaków. Kilkudziesięciu z nich zapłaciło za to cenę najwyższą — tracąc życie, około tysiąca odniosło rany, a kilkuset dotknęły represje trwające blisko ćwierć wieku. Wydarzenia Poznańskiego Czerwca 1956 stały się bezpośrednią przyczyną upadku stalinizmu w Polsce w październiku 1956 roku, co pociągnęło za sobą późniejsze zmiany w innych państwach bloku komunistycznego i doprowadziło do zamknięcia najbardziej krwawego rozdziału w historii komunizmu w Europie. Powstanie poznańskie było pierwszym etapem długiej drogi, która doprowadziła do odzyskania wolności i suwerenności Polski po 1989 roku. Senat Rzeczypospolitej Polskiej, w pięćdziesiątą rocznicę powstania poznańskiego 1956 roku, składa hołd jego bohaterskim uczestnikom. |

### Пам'ятники в Познані
- Пам'ятник Жертвам Червня 1956 року[pl] (Познанські Хрести)
Монумент встановлений 19 червня 1981 року на площі Адама Міцкевича й офіційно відкритий 28 червня того ж року, у день 25-тої річниці червневих подій. Пам'ятник присвячується Познанському повстанню 1956 року, а також подальшим протестним виступам у ПНР. Монумент складається з двох хрестів і обеліска з головою орла. На найбільшому хресті позначений рік 1956-й, на іншому — роки: 1968, 1970, 1976, 1980 і 1981. На обеліску накреслено головне гасло познанських страйкарів: «За Бога. За свободу, право й хліб» («O Boga. Za wolność, prawo i chleb») і підпис: «червень 1956».
- Пам'ятник жертвам Червня 1956 року (вул. Гайова)[pl]
Монумент, офіційно відкритий 27 червня 1981 року, міститься біля головних воріт колишнього трамвайного депо по вул. Гайовій. Пам'ятник у вигляді латинської літери V (victoria — перемога) складається з двох трамвайних рейок і присвячений працівникам міського транспорту — жертвам познанського повстання. На рейках закріплена пам'ятна дошка з віршами поетеси Казимири Іллаковічувни, яка в червні 1956 року мешкала в будинку навпроти трамвайного депо й була свідком тих кривавих подій.
- Пам'ятник загиблим у Познанському повстанні[pl]
У первісному вигляді пам'ятник відкритий 28 червня 1990 року на розі вулиць Кохановського і Яна Генрика Домбровського. Остаточний поновлений вигляд меморіал отримав 2 червня 2002 року. На меморіальних дошках викарбувані імена загиблих під час познанських протестів. На одній із пам'ятних таблиць написано: «Тут билися й вмирали в червні 1956 року герої — учасники робітничого протесту за свободу, працю та хліб. Нехай пам'ять про них залишається в нас. Клуб Пам'яті „Непереможені“. 28 червня 1990» («Tu walczyli i ginęli w czerwcu 1956 roku bohaterscy uczestnicy robotniczego protestu za wolność, pracę i chleb. Niech pamięć o nich trwa w nas. Klub Pamięci Niepokonani 28 czerwca 1990»).
- Пам'ятник адвокатам Червня 1956 року[pl]
Обеліск, офіційно відкритий 19 червня 2010 року біля будівлі прокуратури на вулиці Станіслава Геймовського, присвячується адвокатам, що на судових процесах захищали учасників Познанських протестів 1956 року. Напис на пам'ятнику говорить: «Адвокатам, незламним захисникам на процесах Червня 1956-го та політичних процесах» («ADWOKATOM / NIEZŁOMNYM OBROŃCOM W PROCESACH CZERWCA 1956 / I PROCESACH POLITYCZNYCH»). Вулиця, де встановлений пам'ятник, отримала назву на честь одного з адвокатів, що виступали захисниками під час процесів над учасниками Червня-56. Доктор права Станіслав Геймовський після познанських процесів переслідувався органами безпеки UB/SB за свої переконання[79].
- Діти Червня 1956 року[pl]
Невелика бронзова скульптура, що розташована в ніші будинку № 3 по вулиці Млинській, присвячується дітям, які брали участь у познанських подіях 1956 року.

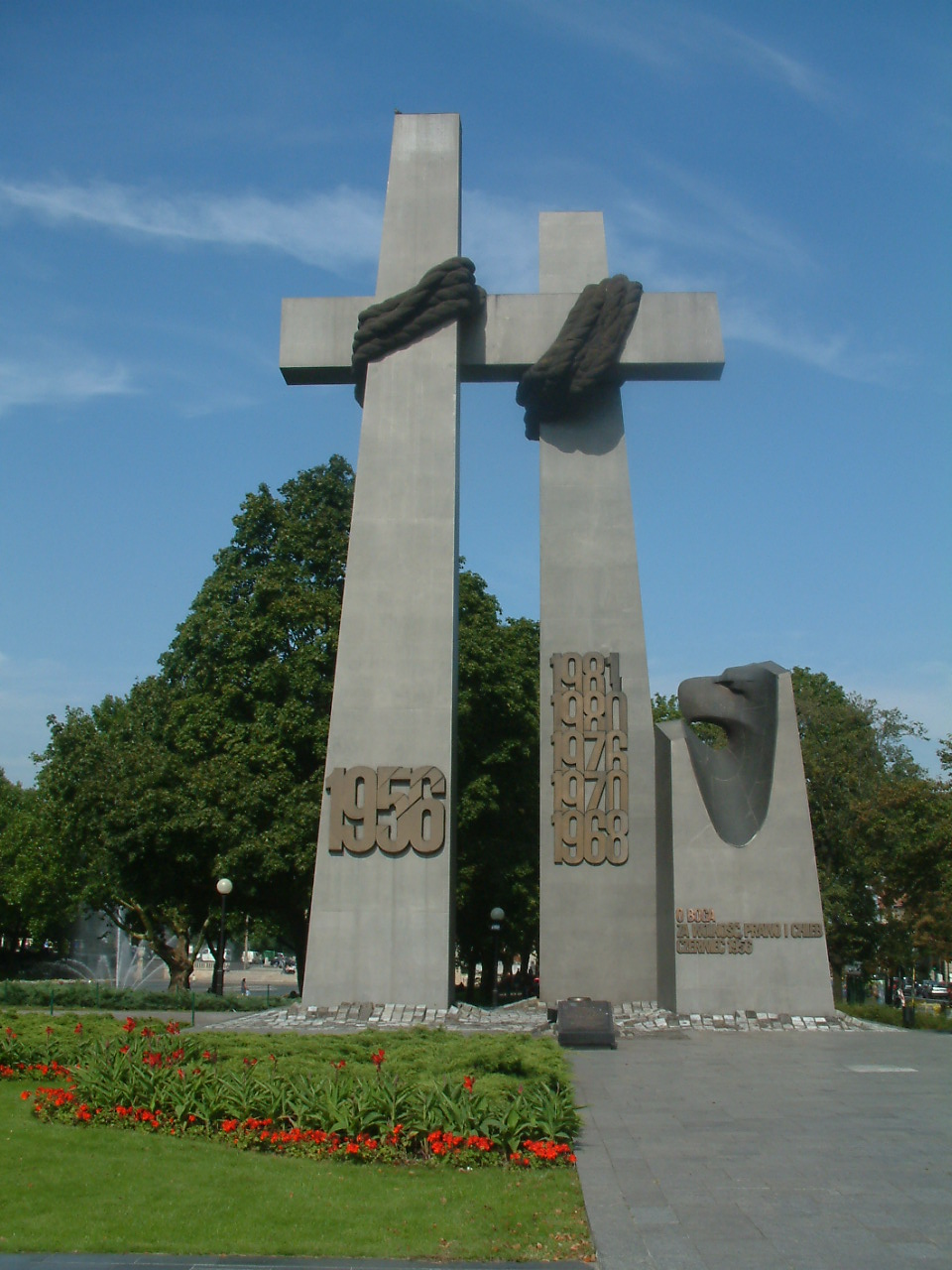
Познанські Хрести (після 2006 року)
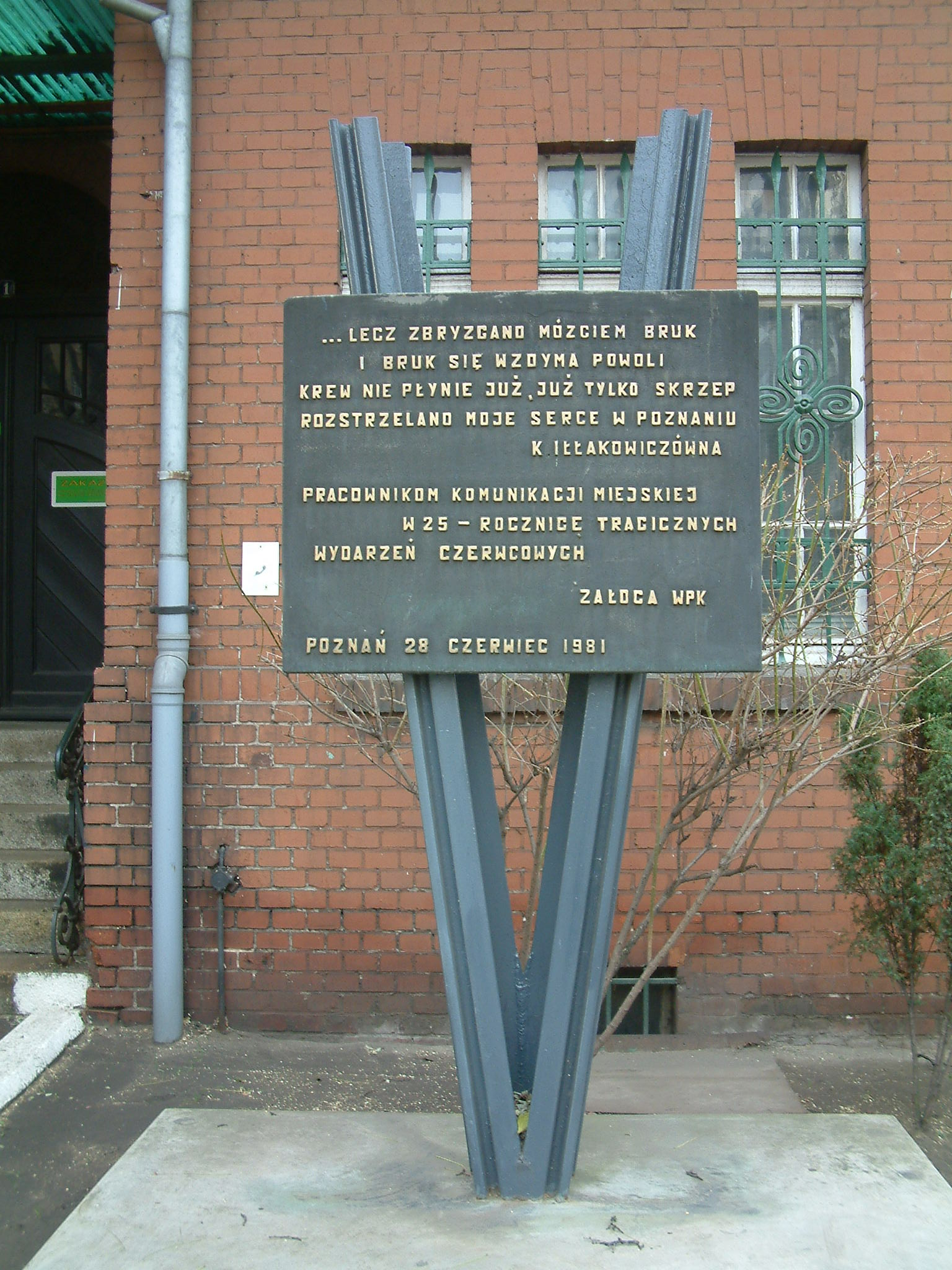
Пам'ятник жертвам Червня 1956 року (вул. Гайова)
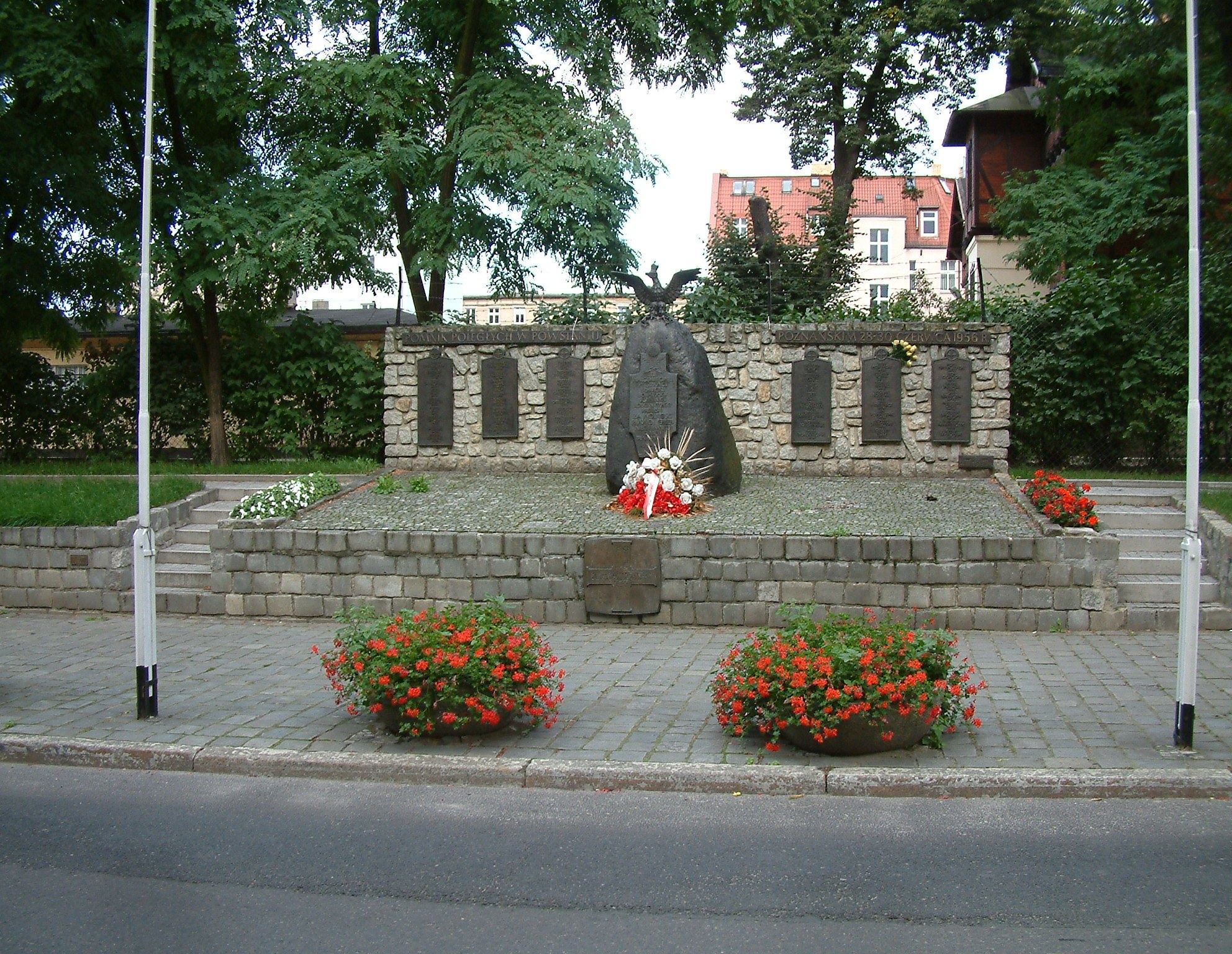
Пам'ятник загиблим у Познанському повстанні (вул. Кохановського)
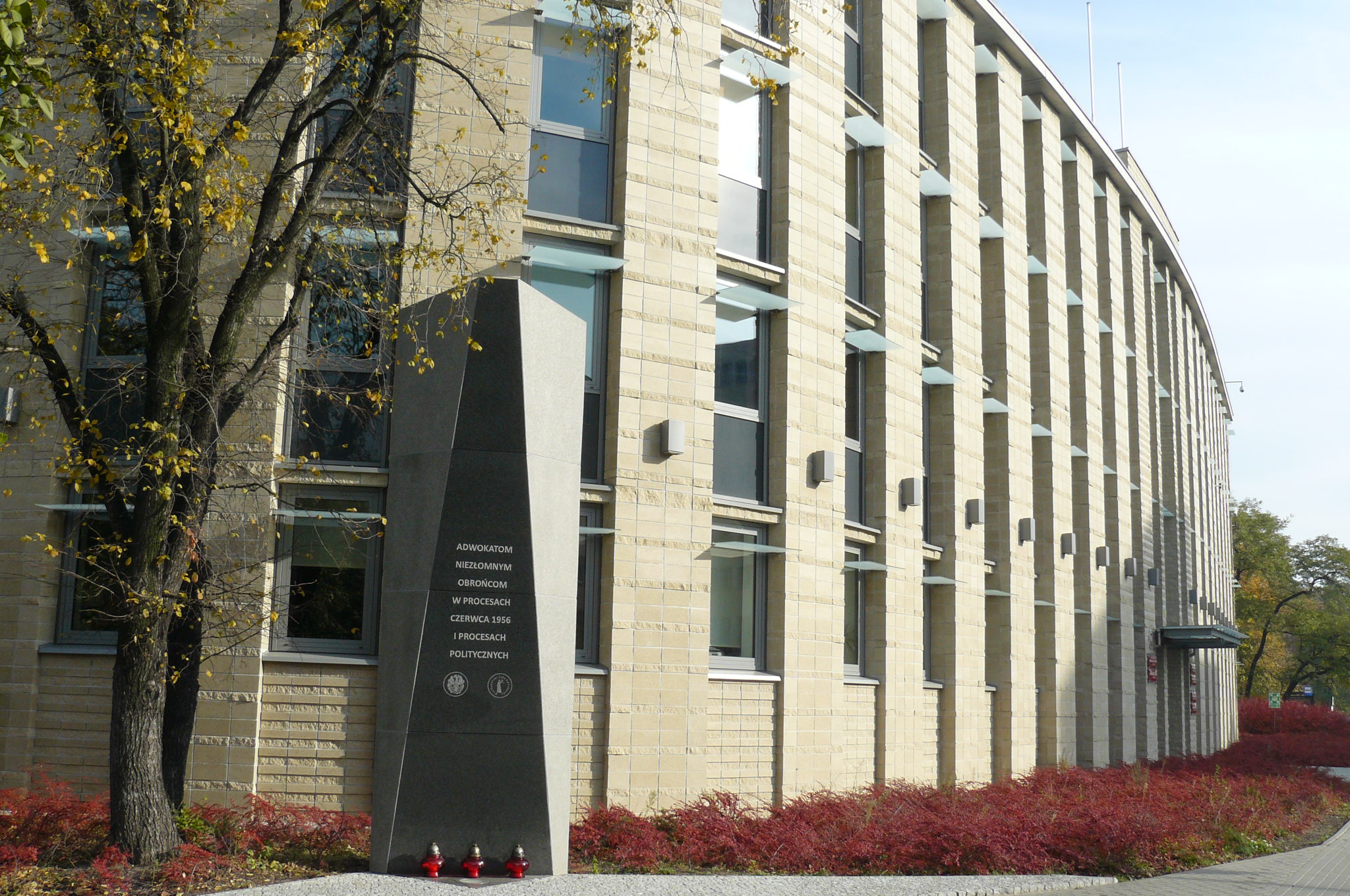
Пам'ятник адвокатам Червня 1956 року
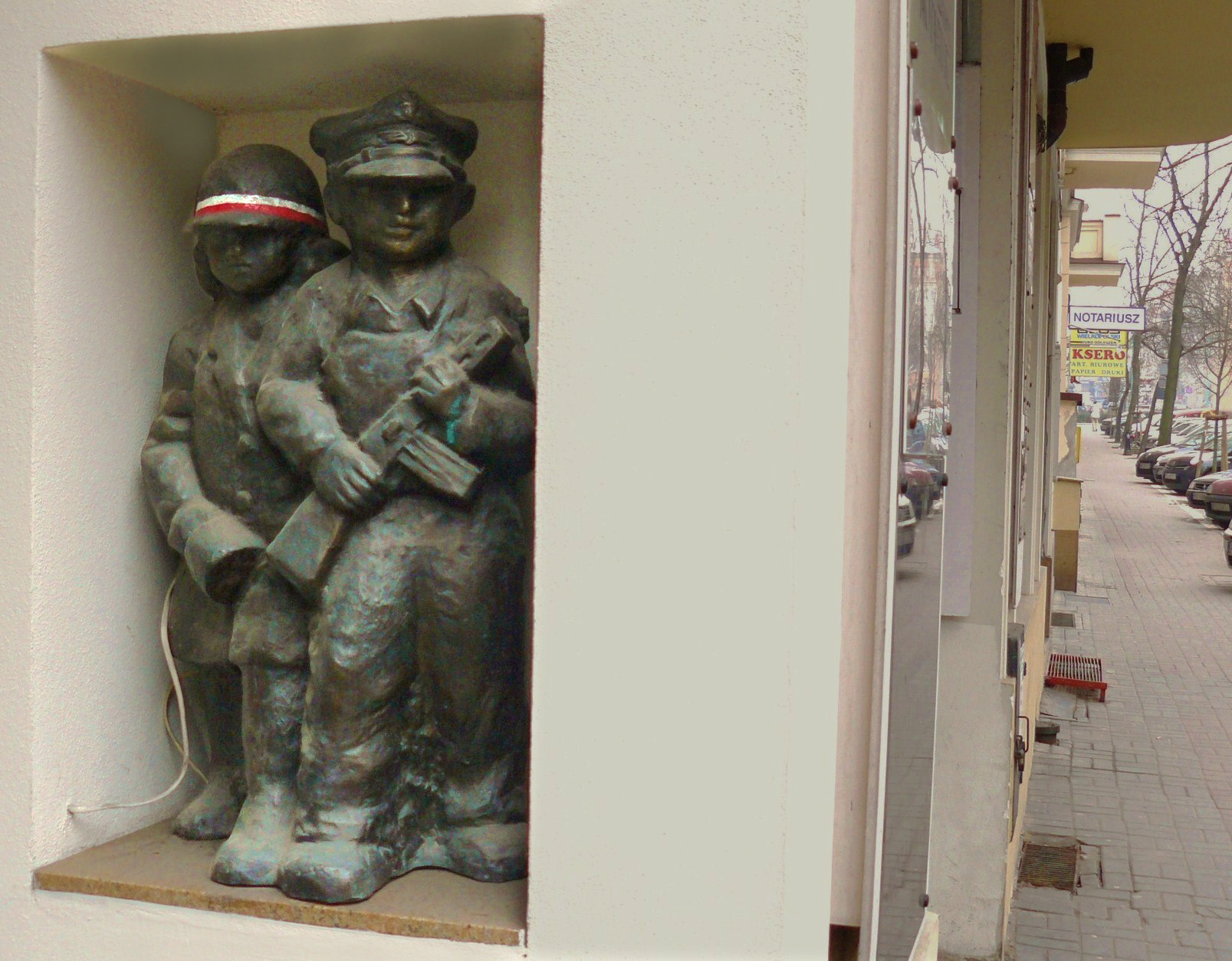
Діти Червня 1956 року

### Музей

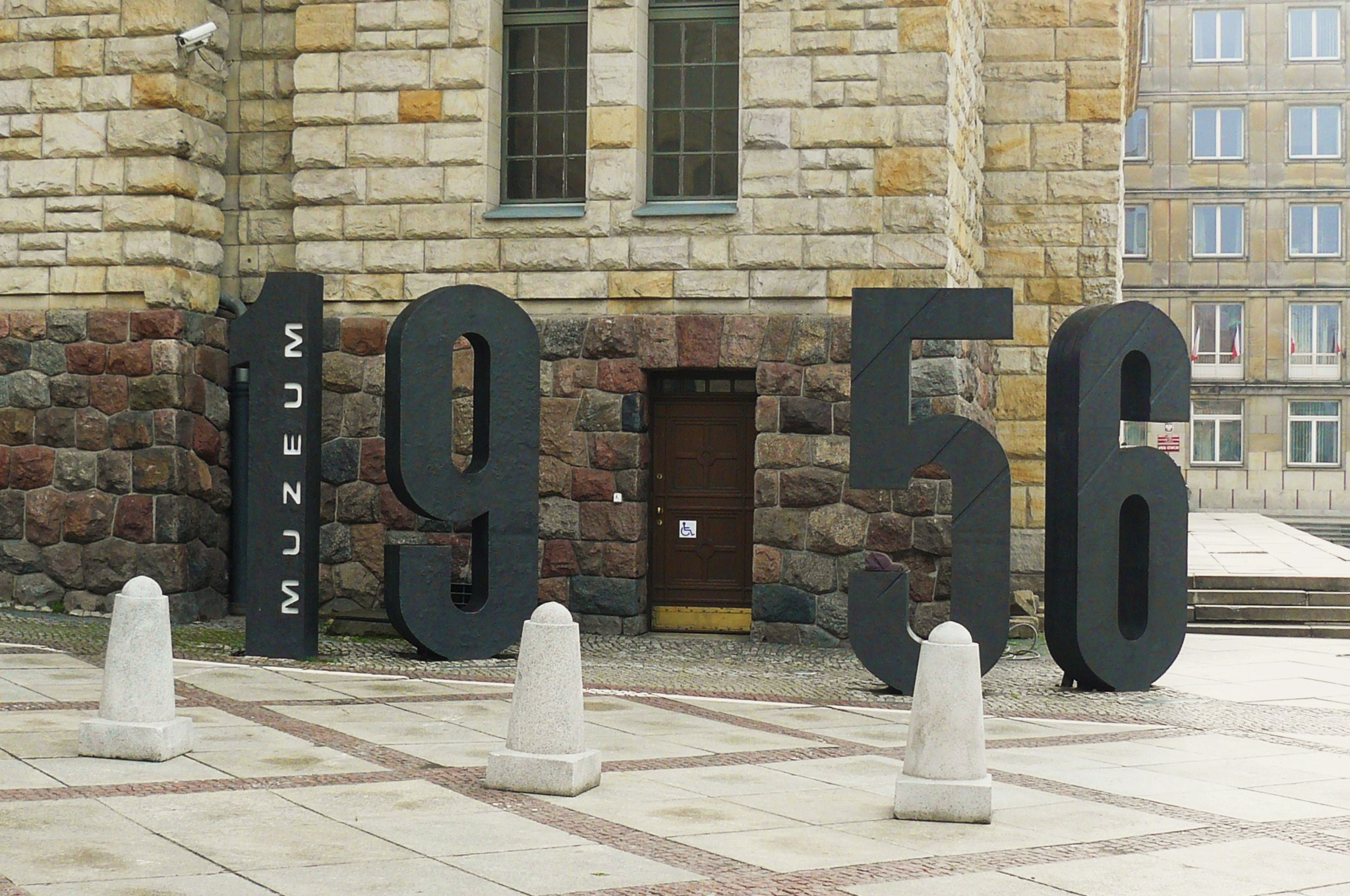
Вхід до музею

4 жовтня 2007 року в Познані в Імператорському замку відкрився Музей Познанського повстання — «Червень 1956». Експозиція, що розмістилася на площі 400 кв. метрів у вестибулі палацового кінотеатру, містить колекцію документальних матеріалів, пов'язаних з подіями червня 1956 року, а також з діяльністю опозиції впродовж існування ПНР. У музеї відтворена квартира звичайної познанської сім'ї, де можна ознайомитися з умовами приватного життя в Польщі в післявоєнні часи. Серед експозицій музею — зал засідань воєводського комітету ПОРП, кімната для допитів у відділку безпеки, судова зала, де відтворена сцена процесу над учасниками повстання.

### У культурі
Про червневі події в Познані розповідається у фільмі «Познань 56», знятому режисером Філіпом Байоном у 1996 році.